# Stradario di Treviso
Questa lista è suscettibile di variazioni e potrebbe essere incompleta o non aggiornata.

In questo stradario di Treviso sono compresi i nomi di strade, piazze e luoghi del territorio comunale di Treviso e la loro storia, sia di quelli attuali che di quelli non più esistenti.

## Introduzione
La città è stata per secoli suddivisa in quartieri, parrocchie e contrade spesso senza limiti ben definiti, che mutavano con facilità. Nei primi anni dell'Ottocento le case urbane vennero numerate (erano in totale 2045) mentre nel 1810 le diciassette parrocchie esistenti vennero ridotte a cinque. Il riordino successivo risale al 1881, quando rimasero solo i nomi di vie, vicoli, piazze e borghi a indicare i luoghi cittadini, con un'unica numerazione progressiva che iniziava dalla prima casa a destra, entrando da porta San Tommaso. Solo in seguito si ripiegò, per facilità, sulla numerazione in base alla via o alla piazza.
I nomi rimarcano spesso particolari caratteristiche delle vie quali ad esempio il loro tracciato (ad esempio via dell'Ansa), la residenza di una famiglia (ad esempio via Bressa), un edificio importante (ad esempio via Canoniche) o, nel caso delle strade campestri, dalla località a cui erano dirette o alla quale erano più vicine.
Nonostante questi cambiamenti, i trevigiani continuano ad usare ancora oggi alcuni nomi di contrade (le becarie o ai do Pomi) mentre altri, come le Poste vecie (poste vecchie) vanno scomparendo.

## Toponimi attuali
In questa sezione sono presenti i nomi delle vie cittadine e campestri tuttora esistenti.

### A
via Abruzzo
via delle AbsidiAperta in tempi relativamente recenti, congiunge via Angelo Garbizza a via San Nicolò, sbucando di fronte zona absidale della chiesa di San Nicolò da cui prende il nome.
vicolo delle AbsidiBrevissima strada che congiunge via delle Absidi alla parallela via Risorgimento.
via delle Acquette
via Adamello
via Adige
via Carlo Agnoletti
via F.lli Agosti
via Leon Battista Alberti
via Albona
via Aleandro
via Aleardo Aleardi
via Vittorio Alfieri
via degli Alpini
via Altino
via Alzaia
via Amalfi
via Pomponio Amalteo
via Giorgio Ambrosoli
via G. Amendola
via Amundsen
via A. Anassilide
piazza Giannino AncilottoSi apre tra le vie San Vito e Palestro, in continuità con piazza del Monte di Pietà. Già piazza Palestro (v. via Palestro), nel 1932 venne intitolata a Giannino Ancilotto, aviatore eroe della Grande Guerra e sostenitore del Fascismo. Anticamente era nota come piazza delle Beccherie poiché questo era una delle zone - le altre erano nei pressi del Duomo e a San Leonardo - in cui le autorità cittadine avevano concentrato le botteghe dei macellai. Di queste attività resta traccia nello storico ristorante "alle Beccherie" che vi si affaccia e nel soprannome popolare piassa dei cunici ("conigli").
Strada siora Andriana del VescovoCongiunge la circonvallazione esterna (viale Bixio) a via Piave, costeggiando lo stadio Omobono Tenni e l'ex Tessitura Del Prà.
Nell'Ottocento Andriana Caeran, meglio nota come siora Andriana, era la titolare dell'osteria "alla Campana" situata lungo l'attuale via Piave, in seguito demolita per realizzare l'incrocio con la nuova via Rota. Per quanto riguarda la dicitura "del Vescovo", essa si riferiva all'intera zona attorno allo stadio, dove si estendevano le proprietà della famiglia Giustinian e in particolare del vescovo di Treviso Paolo Francesco Giustinian
Vicolo siora Andriana del Vescovo
via dell'Ansa
via G. Antonini
via C. Antoniutti
via Apollonio
viale Graziano AppianiSeconda laterale destra di viale Monte Grappa, conduce a viale Orleans. Aperto nel 1916 in corrispondenza dei cancelli della Fabbrica laterizi e fornaci Sistema Privilegiato della Ditta Appiani e C., era la direttrice principale del cosiddetto Villaggio Eden. È ancora fiancheggiato nel tratto iniziale da una serie di piccole case a schiera fatte costruire da Graziano Appiani per i propri dipendenti. Circa a metà del viale sorge villa Rubinato, una bella costruzione in stile Liberty fatta erigere, su proprio progetto, dall'ingegner Alessandro Rubinato. Subito dopo la villa, all'incrocio con via Verdi, si trova l'attuale sede del Tribunale di Treviso. Viale Appiani prosegue ancora alcune centinaia di metri fino ad immettersi in viale Orleans. Denominato in un primo momento viale del Risveglio, fu intitolato all'Appiani nel 1920.
via Paolo AproinoLaterale di via Sant'Antonino intitolata al medico e canonico trevigiano Paolo Aproino.
via Aquileia
via Asiago
via dell'Asilo
via Asolo
via Augurello
via Autieri d'Italia
via AvogariCollega via Armando Diaz a via Daniele Manin. Contrada della Polizia Vecchia fino al 1883, è stata intitolata agli avogari o avogadri, ovvero i funzionari laici preposti alla gestione dei beni temporali del vescovo di Treviso. Questa carica, esistita sino al principio del XIX secolo, fu rivestita dapprima dai membri della famiglia Tempesta poi, dopo la sua estinzione, dagli Azzoni Avogadro.
vicolo AvogariBreve percorso che congiunge la strada precedente a via Castelmenardo. Fino al 1883 fu detto Cortivetto degli Sbirri; nel 1717 era invece attestato come Corte di Pre' Bassanin, ricollegandosi a un sacerdote appartenente alla famiglia Bassanino.
via Enrico Azzi
via conte Rambaldo degli Azzoni Avogadro

### B
via Bachelet
via Giovanni Badini
via Scipione Bagaggia
via BagattinoTerza laterale destra di viale Cesare Battisti che conduce a via Risorgimento.
In origine anonima, dal 1883 vicolo Cantarane (v. via Cantarane), nel 1954 si decise di ridenominarla con questo antico toponimo, un tempo riferito alla piazzetta che si apriva all'inizio di via Risorgimento.
Nel medioevo i bagattini erano delle monete di piccolo conio, originarie di Verona ma emesse anche a Treviso. Alcuni studiosi ritengono perciò che nella piazzetta del Bagattin si trovasse la zecca della città, tuttavia appare ormai certo che essa si localizzasse altrove, nei pressi di porta Santi Quaranta (come sosteneva Rambaldo degli Azzoni Avogaro) o in contrada San Vito (secondo Luigi Bailo). È più probabile, come ipotizzato da Oreste Battistella, che il toponimo derivi dalla dimora del prete Jacobus Bagatinus, tesoriere e campanaro della Cattedrale morto nel 1396; era un personaggio molto in vista in quanto compare in vari atti come rappresentante del Capitolo dei canonici e della Scuola di San Liberale, della quale fu gastaldo.
galleria Luigi BailoPercorso aperto di recente e intitolato a Luigi Bailo, una delle più importanti personalità culturali della città. Inizia da via Municipio e, attraverso due diramazioni, sbocca in via Bailo e in via Inferiore.
via Luigi BailoVicolo Cornarotta fino al 1883, poi vicolo Municipio fino al 1951. Porta da via Municipio a via Inferiore.
via Bainsizza
via G. Bampo
viale fratelli Bandiera
vicolo fratelli Bandiera
via Baracca
vicolo Baracca
via Barbano da Treviso
via E. Barbaro
via BarberiaCentralissimo percorso pedonale che si snoda tra piazza dei Signori e piazzetta dei Lombardi. Rappresenta l'antica contrada Barberia dove, come suggerisce il nome, si trovavano numerose botteghe di barbieri. La vicinanza a piazza dei Signori, centro della vita pubblica trevigiana, non sembra essere casuale: evidentemente i politici della città preferivano radersi la barba prima di partecipare alle assemblee del libero comune. L'imbocco da piazza dei Signori è noto anche come il canton dei Quattroesse (l'"angolo dei quattro S": Studenti Sempre Senza Soldi o Siamo Sempre Senza Soldi), tradizionale luogo di incontro degli studenti.
vicolo BarberiaSi snoda fra la via omonima e piazza Pola. Fino al 1883 fu detta contrada dei Cerchi (v. piazza Pola).
via Barbo
via Bassi
via Bastia
via battaglione Feltre
via Agostino Battistel
via Battistella
viale Cesare BattistiÈ l'ampio rettilineo alberato che parte da piazza Duomo per poi immettersi nella circonvallazione esterna (viale Guglielmo Oberdan) attraverso porta Calvi. Si tratta di un percorso di origini recenti, parte di una risistemazione attuata tra le due guerre alterando la tradizionale urbanistica dell'area occidentale del centro storico (Città Giardino). Inizialmente chiamato via Cantarane (v.), nel 1932 fu intitolato al patriota Cesare Battisti (1875 - 1916), tuttavia venne definitivamente ultimato solo nel 1935.
via beata Giuliana di Collalto
via beatro Enrico da Bolzano
via Beazzano
via Belgio
via delle Belle Gambe
via Belloni
via Bellucci
via Bembo
via Benaglio
piazzetta Benedetto XICosì è stato intitolato nel 1932 lo spazio di fronte alla chiesa di San Nicolò edificato su volere del trevigiano papa Benedetto XI, al secolo Nicolò di Boccasio (1240 - 1304). In precedenza era nota, per ovvi motivi, come piazzetta Seminario.
via T. Benetton
via Benini
via fratelli Benvenuto
via G. Benzi
via Bergamasco
via Guido BergamoProlungamento di via Brandolini d'Adda, e come questa di origini abbastanza recenti, collega piazza Santa Maria Maggiore a via Gualpertino da Coderta. Dal 1956 porta il nome di Guido Bergamo (1893 - 1953), politico e antifascista trevigiano, nonché illustre medico tisiologo.
via Bernardel
via Jacopo Bernardi
via Bernini
via G. Berto
via Bertolini
via Bezzecca
via Giuseppe BianchettiUnisce il Calmaggiore a via Inferiore. Nota un tempo come vicolo del Duomo o vicolo Inferiore, nel 1883 fu dedicata a Giuseppe Bianchetti (1791 - 1872), letterato e patriota trevigiano. Durante il periodo fascista la sua denominazione fu modificata.
vicolo Giuseppe BianchettiVa dal Calmaggiore a via Bianchetti attraversando piazzetta della Torre. Già vicolo della Stalliera, come la precedente cambiò nome nel 1883.
via Bianchini
via Bibano
via Bindoni
strada dei Biscari
via Girolamo BiscaroCollega via San Gerolamo Emiliani a via Alfredo Oriani.
Strada di origini abbastanza recenti, porta il nome di Girolamo Biscaro (1858 - 1937), uno dei più importanti storici della città.
vicolo Girolamo BiscaroCollega la precedente a borgo Cavalli.
via Bison
via Bivio Motta
vicolo Bivio Motta
viale Nino Bixio
via Boccaccio
strada Boiago
via Boito
via Bologni
via Bolzano
via Bomben
via A. Bon
via Bonfodini
via Giovanni BonifacioUnisce piazza Santa Maria Maggiore al vicolo omonimo.
Nel 1308 è attestata come Contrata S. Fusche per la vicinanza alla scomparsa chiesa di Santa Fosca. In seguito si chiamò via dei Casini in riferimento alla fila di piccole case che si sviluppava lungo la strada. L'11 ottobre 1911 venne intitolata all'erudito Giovanni Bonifacio (1547 - 1635), rodigino di nascita ma trevigiano d'adozione, autore di una Historia di Trivigi.
vicolo Giovanni BonifacioBreve percorso che collega via Tolpada e viale dei Mille e nel quale si immette la via precedente. :Analogamente a questa fu detto vicolo dei Casini sino al 1911. Era conosciuto anche come Contrada della Cartiera.
via Paris BordoneCollega il Calmaggiore a via Manin.
In origine si chiamava Contrada del Mondo Nuovo e delle Poste Vecchie: il primo appellativo si dovrebbe riferire a delle risistemazioni urbane, il secondo testimonia la presenza di un antico ufficio postale, precedente a quello istituito negli anni 1820 in via Santa Caterina (v.). Dal 1883 è intitolata al famoso pittore trevigiano Paris Bordone (1500 - 1571).
via Borgo Mestre
via Borin
via L. Borro
piazza della BorsaAlla confluenza di via Toniolo in corso del Popolo.
L'area è il risultato delle ricostruzioni seguite al bombardamento del 1944 e assunse questa denominazione nel 1956 in quanto vi sorge la sede della Camera di Commercio (edificio del 1962). In precedenza era meno estesa e si chiamava piazza Lodovico Fiumicelli (v. via e vicolo Fiumicelli).
Tra gli edifici distrutti durante la guerra si ricorda l'albergo "Stella d'Oro", centro della vita mondana e punto di arrivo delle personalità in visita a Treviso; ha lasciato il nome al vicino vicolo Stella, oggi vicolo Fiumicelli.
via Rosa Bortolan
vicolo BortolanTra riviera Garibaldi e via Corazzin.
Trae il nome da Giacomo Bortolan che nella prima metà dell'Ottocento abitava del palazzo che vi si affaccia rivolgendosi al Sile, poi proprietà Giacomelli e quindi dell'ospedale. Intraprendente industriale (possedeva una fonderia, tre ramifici, una ferriera e una cartiera), fu anche uomo di grande cultura, appassionato di opere d'arte di cui possedeva una collezione.
piazza Bosco del RespiroA Santa Bona, vi si accede da una vicinale di via Santa Bona Nuova.
Così è stato denominato nel 2008 il parcheggio antistante il Bosco del Respiro, area verde realizzata a partire dal 2004. Come suggerisce il nome, nel parco sono presenti specie vegetali i cui pollini non provocano allergie respiratorie.
via Botteniga
piazzetta Botter
via Bragadin
via Bramante
via Brandolino Brandolini d'AddaFu aperta nel 1957 tra il viale dei Mille e piazza Santa Maria Maggiore.
Brandolino Brandolini d'Adda (1878 - 1916), nato a Cison di Valmarino da un nobile casato, politico interventista, fu l'unico deputato italiano a cadere nel corso della Grande Guerra.
via Bregno
via Brenta
via BressaConduce da piazza della Vittoria a largo De Gasperi e venne inaugurata attorno al 1932 assieme al palazzo della Posta.
I Bressa erano una famiglia della nobiltà locale che dimorava in un grande palazzo delle vicinanze, oggi scomparso (v. piazza Vittoria).
via Brigata Cadore
viale Brigata Marche
vicolo Brigata Marche
viale Brigata Treviso
vicolo BroliLaterale di via San Michele che sbocca in piazza Indipendenza. Fu così intitolata nel 1884 in riferimento alla famiglia locale dei Broli o Broili.
via Brunelleschi
via BuranelliPrima laterale sinistra di via Campana, collega questa a via del Gallo costeggiando il canale omonimo. Strada e corso d'acqua trarrebbero il nome da una colonia di pescatori di Burano che in questa zona, vicina al mercato del pesce, avevano posto residenze e magazzini. Oppure, si legherebbero alla famiglia di un Bartholomeus de Burano seu Buranellus che si era trasferito a Treviso nel XVI secolo.
vicolo BuranelliBreve percorso che collega via Buranelli a piazza Rinaldi. Il toponimo si è fissato tra il 1912 e il 1926.
via Buratti
piazzale Bartolomeo BurchiellatiSpazio a ridosso delle mura fra varco Manzoni e porta San Tomaso, con viale Burchiellati che scorre sul lato meridionale.
viale Bartolomeo BurchiellatiRappresenta il tratto della circonvallazione interna compreso fra varco Filippini e borgo Mazzini. Prima del 1883 tutta la circonvallazione interna tra porta Santi Quaranta e porta San Tomaso costituiva le contrade delle Mura di San Liberale, dei Frati di Santi Quaranta e di San Bartolomeo. In seguito esse furono unificate con il nome di viale delle Mura, ma nel 1921 la strada fu nuovamente suddivisa in tre parti che presero il nome di viale Bartolomeo d'Alviano (v.), viale Frà Giocondo (v.) e viale Bartolomeo Burchiellati. Bartolomeo Burchiellati (1548 - 1632) fu un medico trevigiano meglio noto come letterato e storico.
vicolo della BustaPrima laterale sinistra di via Sant'Andrea, conduce a via Fiumicelli attraversando via Toniolo. Secondo Angelo Marchesan il toponimo deriverebbe da "bastia", riferimento a un fortilizio di origine romana collocato sulla cima del colle di Sant'Andrea. Matteo Sernagiotto, d'altro canto, lo crede più tardo, avvicinandolo a una "buca" aperta sul muro di una casa in cui si potevano lasciare reclami e denunce contro i pescatori di frodo.

### C

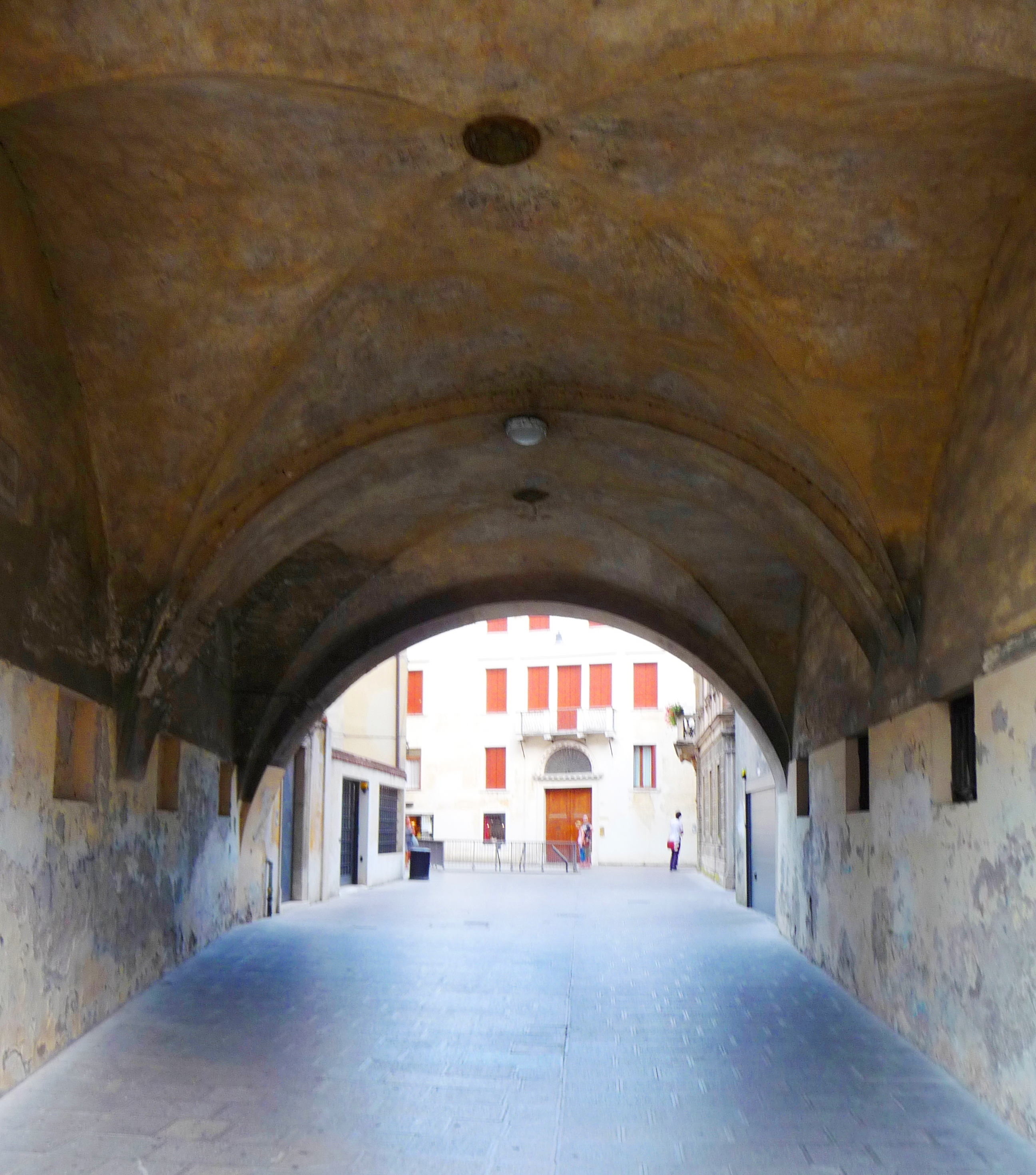
Il portego del Vescovo, l'imboccatura di via Canoniche da piazza Duomo

strada di Cà Zenobio
via Caboto
varco Antonio CaccianigaUno dei passaggi aperti in tempi recenti nelle mura cittadine per permettere il transito dell'omonima via.
via Antonio CaccianigaParte da via fratelli Cairoli (circonvallazione esterna) e, attraverso il varco omonimo, prosegue lungo il lato interno delle mura sino a borgo Cavour. Aperta nel 1911 con l'inaugurazione della scuola elementare "De Amicis", è dedicata ad Antonio Caccianiga (1823 - 1906), scrittore, politico e patriota locale.
via Cacciatori del Sile
viale Cacciatori
via Cadore
viale Luigi CadornaAmpia arteria stradale che collega corso del Popolo a piazza Vittoria, è stata intitolata al generale Luigi Cadorna (1850 - 1928), capo di Stato Maggiore dell'esercito italiano fino alla rotta di Caporetto. Fino al 1932 si chiamava piazza Cavallerizza poiché il luogo era frequentato da fantini e spesso vi si svolgevano concorsi ippici.

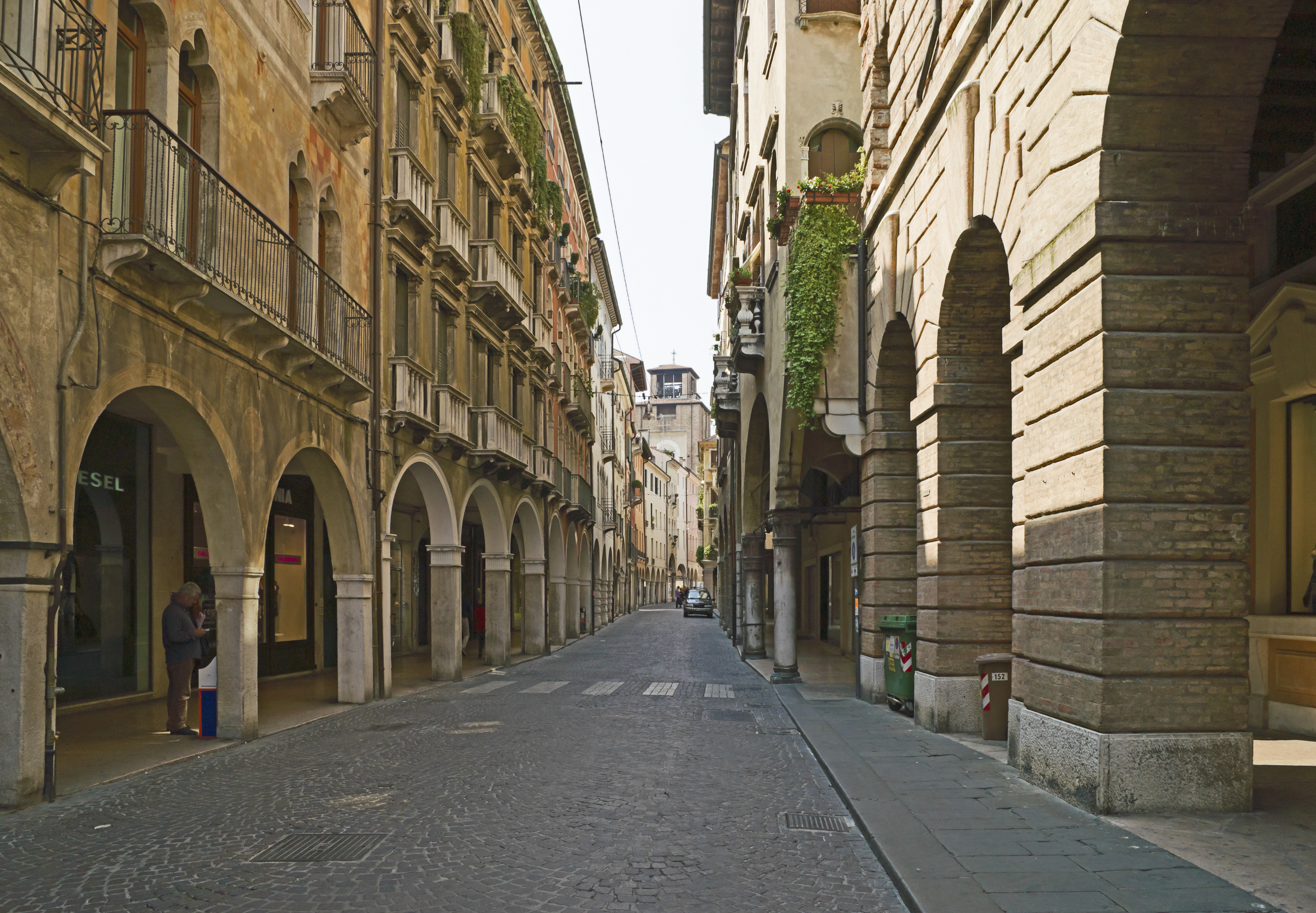
Il Calmaggiore

via Caduti di Cefalonia
piazzetta Caduti nei lager 1943/45
via Caduti sul lavoro
via Caffi
riva Cagnan Comisso
via Cagni
via don E. Cagnin
viale Fratelli Cairoli
vicolo Fratelli Cairoli
via Cal di Breda
vicolo Cal di Breda
via Calabria
via Callalta
via CalmaggioreLa principale arteria stradale del centro storico, collega piazza Duomo a piazza dei Signori comprendendo quelle che erano la contrada del Duomo e la contrada del Calmaggiore. Il nome deriva chiaramente da callis maior.
vicolo CalmaggioreCollega il Calmaggiore alla piazzetta della Torre. Fino al 1883 era conosciuto come vicolo del Trattore.
porta CalviPiù che una porta è un varco tramite il quale viale Battisti esce dal centro storico per immettersi in viale Oberdan (circonvallazione esterna). È dedicata al martire di Belfiore Pier Fortunato Calvi (1817 - 1855).
via dei CaminesiCollega piazza Matteotti a via Santa Caterina. Aperta attorno al 1890 demolendo parte del complesso di Santa Caterina, si decise di intitolarla alla potente famiglia da Camino che ebbe la signoria di Treviso dal 1283 al 1312.
via CampanaCollega piazza San Vito a piazza San Francesco; non a caso, nel XVIII secolo la contrada è attestata come San Vido per andar a San Francesco. Il nome dovrebbe derivare da una delle due famiglie Campana dimoranti a Treviso le quali, a loro volta, aveva tratto il nome dalla locanda che gestivano attorno al XIV secolo.
vicolo CampanaCollega la precedente a piazza Rinaldi. Fino al 1883 non aveva nome, poi fu detto vicolo alla Colonna dalla storica osteria "alla Colonna" che sorge nei pressi, così detta dalla colonnina in pietra viva che si erge al centro del locale.
via Campania
via dei Campazzi
via dei Campi sportivi
via G.B. Canal
via Cancian
via le Canevarecollaga la Noalese alla strada Boiago.
via CanonicheSi snoda tra piazza Duomo e piazza Pola, passando lungo l'abside della Cattedrale. Il nome è stato ufficializzato nel 1884, ma sin dal Trecento era nota come Episcopatum, per poi diventare, nel Seicento, volto del Vescovo e nel Settecento volto del Vescovo, Domo e la piazza dei Cerchi. Le canoniche a cui si riferisce furono edificate dietro l'Episcopio in due momenti, nel IX secolo ("vecchie") e attorno al 1215 ("nuove"); le attuali, fortemente rimaneggiate, conservano pochi elementi degli edifici originali.
via Antonio CanovaQuasi un prolungamento del Calmaggiore, collega piazza Duomo a borgo Cavour. L'intitolazione allo scultore Antonio Canova, risalente al 1883, sostituì la precedente via Panciera (nome conservatosi in una strada vicina), ma sin dal Quattrocento era comunemente detta contrada Ognissanti dal nome del monastero di benedettine che sorgeva lungo la strada.
via CantaranePrima laterale destra, e poi parallela, di via San Liberale, sbocca in borgo Cavour. Il toponimo, un tempo riferito anche all'attuale viale Battisti, è assai antico e si ritrova in altre città quali Verona, Mantova e Ferrara: indicava una zona paludosa, bonificata in epoca tarda su iniziativa dei canonici della vicina Collegiata dei Santi Quaranta. Con il nome di rio Cantarane si indica un modestissimo corso d'acqua della zona, il quale attraversa il centro storico sfociando nel Sile poco più a monte di San Nicolò.

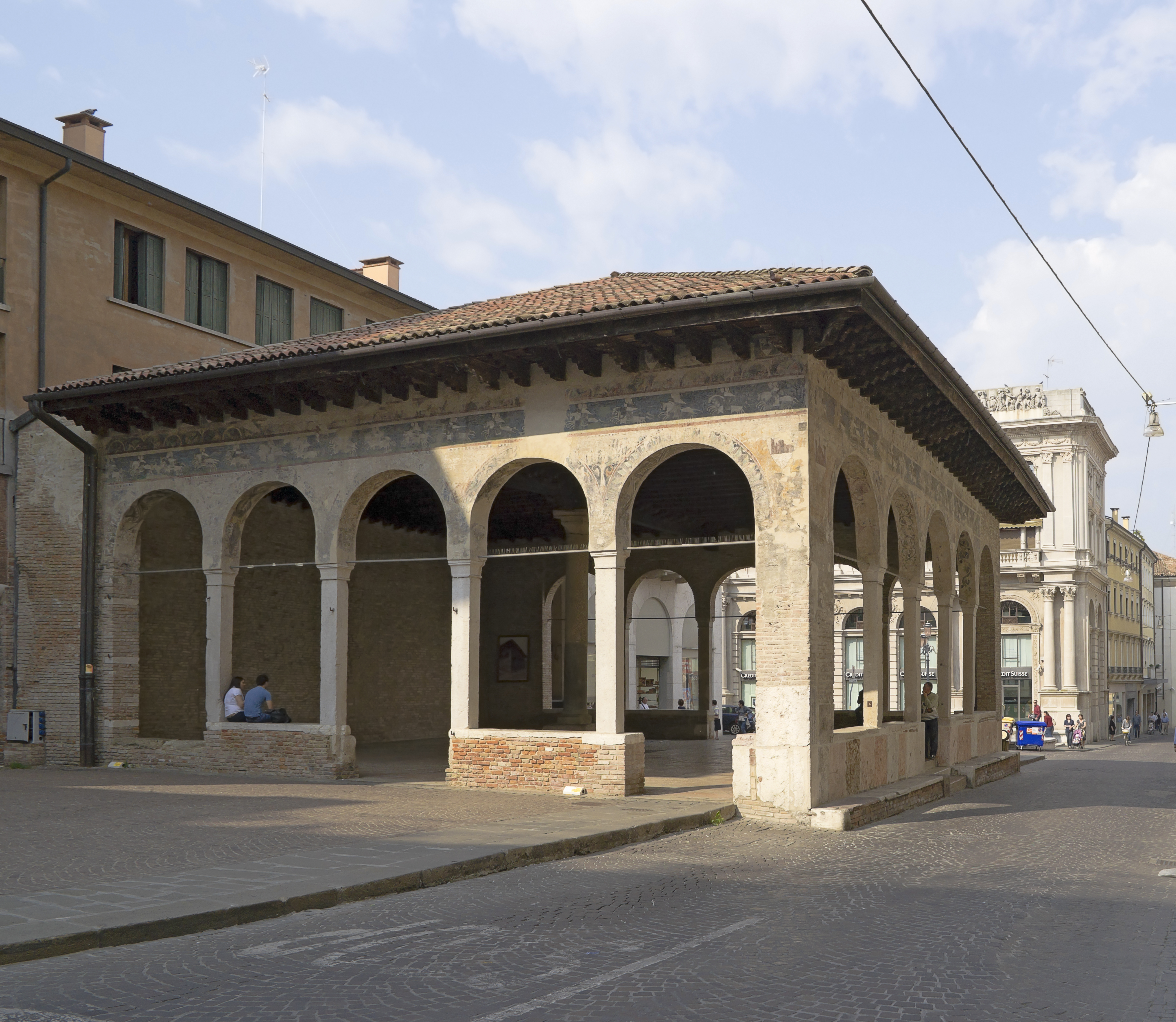
Piazza Carducci

borgo Domenico Capriolo
piazza Giosuè CarducciLo slargo all'incrocio tra via Indipendenza e via Martiri della Libertà, noto sino al 1950 come piazza Principe del Piemonte. Fu una località nevralgica sin dall'epoca romana, quando costituì il quadruvium in cui si incontravano il cardo e il decumano massimi. Nota più tardi come Croce di Via (v. via Indipendenza), vi si affaccia la nota Loggia dei Cavalieri.
porta Carlo AlbertoVarco attraverso il quale via Carlo Alberto confluisce in viale Nino Bixio.
via Carlo AlbertoPrima laterale sinistra di via Jacopo Tasso, conduce in viale Nino Bixio attraverso l'omonima porta. Nel 1230 era nota come borgo Nuovo mentre nel 1308 è attestata come Contrata S. Johannis de Templo; l'uso dei termini "borgo" e "contrada" si riferisce a località rispettivamente all'esterno e all'interno delle mura, segno che in quel lasso di tempo le mura avevano subito un ampliamento. Fino al 1883 chiamata Contrada S. Maria Maggiore, S. Gaetano e delle Poste, fu poi intitolata al re di Sardegna Carlo Alberto di Savoia (1798 - 1849). Modificata durante il Ventennio, la denominazione è stata ristabilita nel 1945.
vicolo Carlo AlbertoCollega la precedente a via Guido Bergamo. Noto nel 1372 come Subtus Porticus Taypetre, fino al 1883 fu detta riviera Ca' Fosco o Roberti oppure vicolo San Gaetano o Squero; quest'ultima denominazione, rimasta alla vicina via dello Squero (v.), è un riferimento alla presenza di cantieri per la costruzione di imbarcazioni.
via Casa di RicoveroTra via Sant'Agostino e via Manzoni.
Fino al 1883 fu detta contrada di Santa Maria Maddalena dalla chiesa omonima annessa a un complesso monastico. Dopo le soppressioni napoleoniche, quest'ultimo fu adibito a casa di riposo (donde l'odierna intitolazione della strada) e tale rimase sino al 2012.
Via Casoni
via CastelmenardoCollega via San Nicolò a via Manin. Il toponimo è attestato sin dal 1316 come Contrada Castri Maynardi e si riferisce a una fortificazione eretta nel XII secolo dal nobile Mainardo Faledro. Fu nota anche come via Merder per la presenza di un fiumiciattolo che raccoglieva i liquami provenienti da tutte latrine della contrada.
rivale CastelvecchioQuarta laterale sinistra di via Martiri della Libertà, risale il colle di Sant'Andrea conducendo all'omonima piazza. Il toponimo ricorda l'antico castello che sorgeva sulla cima dell'altura.
borgo CavalliCollega viale Bixio a borgo Mazzini passando attraverso porta Piave. Antico toponimo ufficializzato nel 1884, potrebbe riferirsi a un mercato di cavalli o alla presenza di una famiglia Cavalli. Nel 1308 costituiva il burgo Sancti Thomasi dall'omonima chiesa, oggi scomparsa, che ha lasciato il nome a porta San Tomaso.
borgo Camillo Benso di CavourNome confermato nel 1884, è una delle località più note del centro storico, collegando via Canova a porta Santi Quaranta. In precedenza era conosciuta come contrada Santi Quaranta dalla chiesa omonima che vi si affaccia.
via Cavasin
via Chiarano
via Damiano ChiesaCollega via Mura San Teonisto a via Giacomelli. È stata aperta nel 1925 durante la costruzione della Città Giardino e, come altre strade del quartiere, fu dedicata a un irredentista italiano: Damiano Chiesa (1894 - 1916).
via Gian Maria Ciassi
via 55º Fanteria
via CollaltoTerza laterale sinistra di corso del popolo, giunge a via Avogari. Già contrada del Tintor e quindi calle Manolesso o Poletto, nel 1884 fu intitolata ai Collalto, probabilmente la più importante famiglia trevigiana. Il loro palazzo sorgeva all'inizio della strada, attorno all'attuale largo Totila.
via dei Comin
via CommendaCongiunge via Stangade a via Carlo Alberto. Sin dal 1372 era conosciuta come calesela Sancti Johannis de Templo dalla chiesa dei gerosolimitani eretta lungo l'attuale via Carlo Alberto; ancora nel Settecento veniva chiamata via S. Zuan del Tempio. L'attuale denominazione è stata confermata nel 1884 e rimanda alla residenza del commendatore o priore dei gerosolimitani.
piazza ex Convento CappuccinePiccolo spazio posto all'inizio di via Riccati, verso ponente, la cui denominazione risale al 1884. Il convento delle cappuccine ivi esistente fu soppresso nel 1810 sotto Napoleone e in seguito demolito assieme alla sua chiesa intitolata al Corpus Domini. Al suo posto sorge oggi l'ex palazzo della Provincia.
vicolo ConvertiteUnisce via San Girolamo Emiliani (già via Convertite) a via Oriani. Il toponimo, confermato nel 1884, si lega a un monastero di agostiniane dette "convertite" che si trovava presso l'attuale piazza Matteotti.
via Giuseppe CorazzinVa da via San Pancrazio a via Santa Margherita in corrispondenza dell'incrocio con via Toniolo.
Ha costituito un tratto di via San Pancrazio sino al 1956, quando fu intitolata al sindacalista trevigiano Giuseppe Corazzin (1891 - 1925).
via Cornaino
via CornarottaCollega l'estremità nordorientale di piazza Duomo a via Municipio. È una strada antichissima come la sua denominazione, citata sin dal 1102 come Cornarubta quando rappresentava uno dei limiti della vecchia cerchia muraria (la stessa torre del Visdomino che vi si affaccia doveva costituirne uno dei vertici). Il toponimo corna rupta significa "estremità troncate, spezzate" e indica un percorso trasversale che rompeva la regolarità della città romana, impostata su cardi e decumani. La denominazione venne poi alterata in via del Corno, ma sul finire dell'Ottocento venne recuperata la forma originale.
via Francesco CorteseTra viale Frà Giocondo e via Dotti, vicolo delle Mura sino al 1884, è stato intitolato al medico e patriota Francesco Cortese (1802 - 1883), nato proprio in questa contrada come ricorda una lapide commemorativa.
via Norma Cossetto
via Lorenzo Crico
piazza Francesco CrispiÈ compresa tra via Martiri della Libertà e via San Michele. Venne intitolata a Francesco Crispi (1818 - 1901) negli anni 1930, sostituendo la precedente piazza San Michele di fine Ottocento. Per secoli, tuttavia, ha costituito la piazza delle Erbe (popolarmente piazza delle donne di campagna) perché sin dal XVI secolo vi si svolgeva il mercato degli ortaggi. Nel Seicento è attestata anche la denominazione, facilmente spiegabile, di piazola della Loza dei Cavalieri.
vicolo del CristoPrima laterale sinistra di via Municipio, a fondo cieco. Dovrebbe rimandare a un'edicola votiva su cui era esposta l'immagine di Gesù Crocifisso.

### D
via Gualpertino da CodertaVa da piazza Santa Maria dei Battuti a riviera Giuseppe Garibaldi, fiancheggiando il complesso dell'ex ospedale. Fu intitolata a Gualpertino da Coderta, politico e rimatore trevigiano vissuto nella prima metà del Trecento.
via dei Dall'OroCollega via San Nicolò a via Longhin incrociando piazza San Pio X. Anticamente era l’Isola dei Dall'Oro, ovvero una sottodivisione della vecchia contrada di San Nicolò in cui risiedeva l'omonima famiglia sin dal Trecento, esercitandovi l'attività di orefici; più tardi il toponimo venne alterato in via dell'Oro. Secondo un'altra ipotesi, richiama al molto denaro che circolava nella zona vista la presenza di postriboli anche in epoca molto recente.
via del Daino
vicolo dei Dall'OroCollega la precedente a via Castelmenardo. In passato fu detta calle dei Due Portoni forse perché, vista la presenza di oreficerie, all'imboccatura della strada erano stati posti dei cancelli che venivano chiusi per sicurezza. Più tardi divenne via delle Oche, toponimo assegnato anche a una piazza affacciata sul corso del Siletto dove nel Quattro-Cinquecento si svolgeva un mercato delle oche, poi trasferito in piazza Rinaldi.
galleria Bartolomeo d'AlvianoCollega l'omonimo viale a via Panciera.
viale Bartolomeo d'AlvianoTratto nordoccidentale della circonvallazione interna, tra porta Santi Quaranta e varco Santa Bona. Dal 1883 al 1921 costituì, assieme ai viali Burchiellati (v.) e Frà Giocondo (v.), il viale delle Mura. Bartolomeo d'Alviano (1455 - 1515) fu il condottiero incaricato di erigere la cinta muraria di Treviso, già iniziata su progetto di frà Giocondo da Verona. A lui è dedicata una lapide sul lato destro di porta Santi Quaranta.
via Tomaso da ModenaSi snoda tra riviera Santa Margherita e largo di Porta Altinia attraversando piazza Giustinian Recanati. Fino al 1883 si chiamò vicolo del Sale e fino al 1932 via del Bersaglio (v. piazza Angelo Giustinian Recanati). Si intitola a Tomaso da Modena (1326 - 1379), autore del celebre ciclo di affreschi della sala capitolare di San Nicolò.
via Gabriele D'AnnunzioVa da via San Nicolò a viale Battisti intercettando piazza San Pio X. Fu aperta nel 1938, all'indomani della scomparsa del celebre letterato Gabriele D'Annunzio (1863 - 1938).
ponte DanteScavalca il Cagnan Grande presso la sua confluenza nel Sile, collegando fra loro riviera e piazza Garibaldi. Era in origine conosciuto come ponte dell'Impossibile perché, pare, sia stato costruito dopo vari fallimenti dovuti al fondo limaccioso dei fiumi che rendeva difficoltosa l'erezione di una struttura stabile. Nel 1865, in occasione del sesto centenario dalla nascita di Dante Alighieri, il ponte fu ribattezzato e fu innalzata una stele sulla quale sono riportati i versi del Paradiso in cui il poeta citava Treviso, indicandola implicitamente «dove Sile e Cagnan s'accompagna».
via Pierre de Coubertin
largo Alcide De GasperiSi apre fra via Bressa, viale De Gasperi e via degli Scaligeri.
L'intitolazione allo statista Alcide De Gasperi (1881 - 1954) risale al 1955.
ponte Alcide De GasperiUnisce viale De Gasperi a largo De Gasperi scavalcando il Sile.
viale Alcide De GasperiPorta da largo De Gasperi a viale Trento e Trieste (circonvallazione esterna).
via Nicolò de RossiBreve percorso che collega via dei Dall'Oro con via Isola di Mezzo. Nicolò de Rossi fu un celebre rimatore di trevigiano attivo nel Trecento.
via Nicola di Fulvio
via Armando DiazRappresentò il tratto iniziale di via San Nicolò (da piazza della Vittoria) sino al 1932, quando venne intitolata al maresciallo Armando Diaz (1861 - 1928). Nel 1372 è attestata come Contrata Sancti Stefani dall'omonima chiesa; essa rappresentava uno dei centenari in cui si divideva il quartiere del Duomo.
via DottiSi snoda tra piazza Trentin e via Frà Giocondo. Nel 1372 era nota come Contrada Conegliani Novelli (v. varco Santa Bona), per poi diventare Contrada de Doctis o Doctorum e Contrada dei Filippini; nel 1883 riprese l'antica denominazione. I Dotto erano una famiglia residente nella zona.
vicolo DottiPrima laterale sinistra della precedente, sbocca in via Roggia. Fino al 1883 fu nota come vicolo della Roggia (v. via Roggia) e vicolo Antioco, dall'insegna di una vecchia bottega che riportava il busto di un antico guerriero.
piazzale Duca d'AostaSi estende lungo la circonvallazione esterna e vi confluiscono viale Fratelli Bandiera, viale Trento e Trieste e via Roma. La sistemazione urbanistica di quest'area è recente, essendo successiva alla costruzione della stazione ferroviaria che vi si affaccia (1851); in precedenza si caratterizzava per la presenza di paludi, volutamente non bonificate per ostacolare le invasioni nemiche da sud. Fino al 1931 si è chiamato, per ovvi motivi, piazza della Stazione, quindi è stato intitolato a Amedeo di Savoia-Aosta (1898 - 1942).
piazza del Duomocaratterizzata da una forma piuttosto asimmetrica e allungata, costituisce il cuore del potere religioso, in antitesi a piazza dei Signori, sede del potere politico. Su piazza del Duomo si affacciano diverse importanti architetture religiose della città, tra cui il duomo di Treviso e l'episcopio.

### E
via L. Einaudi
via Lorenzo Ellero
via Emiliaè una delle strade interne del quartiere San Liberale, quartiere popolare costruito agli inizi degli anni sessanta tra viale Europa e la Feltrina.
via Angelo Emo
via Eraclea
via Enselmino da Montebelluna
via Eritrea
via Francesco Erizzo
via G.E. Erler
via Esuli Giuliano Dalmati
viale Europa
vicolo Europa
via Everardo
via Everest

### F
vicolo Fagarè
via Famiglia Alberghetti
via Famiglia FontebassoPrima laterale destra di via Capuzzo a via Fornaci, è stata realizzata nel 2011 nell'ambito del piano di lottizzazione "Fornaci". I Fontebasso furono una celebre famiglia di imprenditori della ceramica, titolari di un laboratorio in via Campana.
via Fantina
via Scipione Fapanni
via don Giovanni FavarettoA Sant'Angelo, prima laterale sinistra di strada Sant'Angelo. Via residenziale priva di denominazione fino al 19 settembre 2004, quando è stata dedicata a don Giovanni Favaretto (1903 - 1984), parroco di Sant'Angelo dal 1939 al 1979.
via Federici
viale Felissent
vicolo Feltrina B
vicolo Feltrina C
via Feltrina
via Fermi
via FerrareseCollega via San Parisio a via Manzoni. Il toponimo è antichissimo, attestato sin dal 1308 come Contrata Androne Ferrariensis e confermato nel 1884. Difficile spiegarne l'origine: potrebbe riferirsi a una colonia di cittadini ferraresi, oppure alla presenza di attività fabbrili; la specifica Androne si riferisce all'aspetto della strada, lunga e stretta.

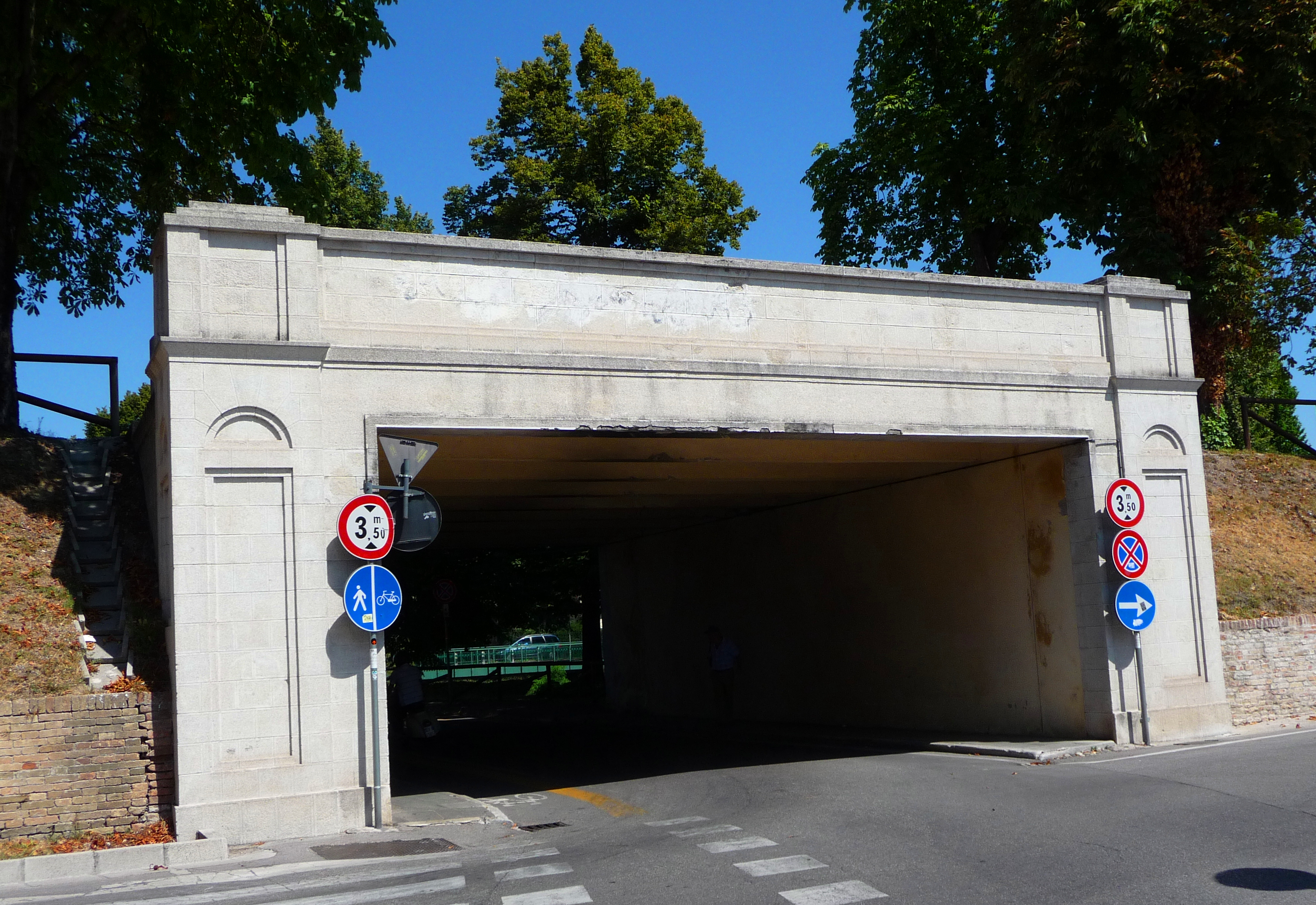
Varco Filippini

via Angelo Ferretto
via Ferretton
via Ferro da Cavallo
via della Ferrovia
via Feruglio
varco FilippiniPermette all'omonima via di superare le mura settentrionali immettendosi in viale Fratelli Cairoli.
via FilippiniCollega piazza Trentin a viale Frà Giocondo (circonvallazione interna). Il toponimo risale al 1884 e venne ripreso nel 1945 dopo essere stato modificato in epoca fascista. I padri Filippini gestivano l'ospedale di San Giacomo della Spada che si trovava in questa zona appena fuori le mura.
vicolo FilippiniDa piazza Trentin a vicolo del Gallo, fu privo di denominazione sino al 1883.
piazza FilodrammaticiSi apre tra via Santa Margherita, via Filodrammatici e rivale Filodrammatici. Vecchia denominazione confermata nel 1884, rimanda alla presenza di palazzo Coletti, un tempo sede della Società dei Filodrammatici e centro della mondanità trevigiana.
rivale FilodrammaticiFino al 1883 rival di San Pancrazio, collega la piazza omonima a via Corazzin.
via FilodrammaticiCollega la piazza omonima a via Martiri della Libertà. Prima del 1884 era detta vicolo della Bella Venezia dal nome della locanda che vi si affacciava.
via Marcello Filosseno
via Fabio FilziTerza laterale sinistra di Borgo Cavour, unisce questo a via San Nicolò. È una delle strade della Città Giardino, aperta nel 1925 ampliando l'antico vicolo Sant'Agnese e intitolata all'irredentista Fabio Filzi (1884 - 1916).
via Mario Fiore
via Firenze
borgo Fiume
vicolo Fiume
via Lodovico FiumicelliPassaggio porticato che collega piazza della Borsa a riviera Santa Margherita attraverso passerella Onigo.
Nel 1883 fu intitolata a Lodovico Fiumicelli, pittore attivo a Treviso nel Cinquecento; una lapide murata presso una casa della strada ne indica il luogo di nascita, ma si tratterebbe di un'informazione errata: secondo Luigi Bailo Fiumicelli nacque a Vicenza e a Treviso visse in Contrata Calefatorum, presso San Leonardo. In passato la località portò diverse altre denominazioni: Contrada Forabosco (da una famiglia locale), Pizzocchere (dalle suore che servivano le consorelle malate nell'ospedaletto in località Bagni), Rival dei Bagni o Santa Margherita (dalla presenza dei Bagni Sartorelli), Contrada e Sottoportico delle Scorzerie Vecchie (perché vi si concentravano le botteghe dei conciatori di pelli).
vicolo Lodovico FiumicelliCollega via Fiumicelli a via Toniolo, costeggiando i giardinietti di Sant'Andrea.
Fu detto in passato vicolo Forabosco (v. via Fiumicelli) e poi vicolo Stella dall'insegna dell'albergo "Stella d'Oro" che sorgeva nell'attuale piazza Borsa.
via Flaminio
via Fogazzaro
via Foiana
vicolo Fonderia
via Fonderia
vicolo Fontane A
vicolo Fontane B
strada di Fontane
via delle Fontanelle
via Forcellini
via Fornaci
via Forte Marghera
via Forzetta
via Foscari
via Foscarini
via Foscolo
via Fossagera
vicolo Fossagera
via Fosse Ardeatine
ponte Frà GiocondoAnche noto come ponte de Pria (ponte di pietra), collega viale Frà Giocondo a viale Burchiellati.
via Frà GiocondoSeconda laterale destra di via Canova, raggiunge varco Santa Bona.
L'area fu compresa all'interno delle mura solo a partire dal Trecento ed ebbe nel tempo numerose denominazioni: borgo di Santa Bona, Conegliano Novello (dal 1184 al 1214, v. varco Santa Bona), borgo al Loco (dopo il 1512), borgo delle Orsoline (dopo il 1611, v. via Orsoline).
L'antico nome borgo Alloco, confermato dalle delibere del 1883, è di difficile interpretazione. Secondo Matteo Sernagiotto deriva da ad locum ("al luogo"), sottintendendo la presenza di postriboli. Altri lo rimandano a lucco, una ricca veste di panno o damasco indossata da nobili e funzionari, nonché dai tanti Fiorentini che si erano trasferiti a Treviso nel Trecento. Una terza ipotesi lo lega semplicemente all'allocco, rapace notturno. Infine, c'è chi lo avvicina sempre al latino locus ma nell'accezione di "sepolcro" in quanto nella zona è documentata l'esistenza una stele funeraria di epoca romana, oggi dispersa.
Nel 1911 cambiò toponimo in onore di frà Giocondo da Verona (1434 ca. - 1515 ca.), progettista dell'attuale cinta muraria.
viale Frà GiocondoInizia da viale fratelli Cairoli, attraversa le mura tramite varco Santa Bona e ritorna nello stesso tramite varco Filippini. Rappresenta quindi il tratto della circonvallazione interna fra i viali d'Alviano e Burchiellati e assieme a questi costituì, dal 1883 al 1921, il viale delle Mura (v. viale Burchiellati).
via D. Franceschetti
via Franchetti
viale Francia
via N. Franco
via Fuin
località Furo di S. Antonino
borgo Furo di S. Bona
via Fusinato

### G
via Gabriele da Treviso
strada del Galletto
via Gallina
vicolo del GalloDa via Municipio a via Sugana, è un antico toponimo confermato nel 1884. Assieme ad altre strade vicine costituì la Contrada dell'Abate della Follina in quanto il rettore di quel monastero vi possedeva una casa con oratorio annesso.
via Gandino
via Garatti
via Angelo GarbizzaCollega via Filzi a via Risorgimento. Angelo Garbizza (1777 - 1813) fu pittore e architetto attivo a Treviso; morì in una casa delle vicinanze affacciata sull'odierna via Bagattino.
piazza Giuseppe GaribaldiSpazio stretto e allungato affacciato al Sile, si apre fra l'omonima riviera e via Tasso. Prima del 1884, quando fu intitolata all'eroe del Risorgimento Giuseppe Garibaldi (1807 - 1882) era chiamata piazza delle Barche poiché vi si trovava il porto fluviale della città. Attraverso lo sbarramento detto "tolpada" (v. via Tolpada) i natanti passavano per una dogana e scaricavano quindi le merci trasportate.
ponte Giuseppe Garibaldiunisce la precedente a via Venier. Risalente a fine Ottocento, inizialmente in ferro, venne ricostruito in cemento nel secondo dopoguerra. In corrispondenza del manufatto si trovava la barriera Garibaldi (già Palada), uno sbarramento metallico daziario eretto nel 1866 su progetto dell'ingegnere comunale Francesco Bomben.
riviera Giuseppe GaribaldiTra la piazza omonima e ponte Santa Margherita. Nel medioevo costituiva la contrada di Rippa o Rippa Silleris, mentre nell'Ottocento risultava distinta in due tratti, la riviera della Nave e la riviera dell'Ospedale. "La Nave" era un lungo porticato seminterrato che dava direttamente sull'acqua, architettura caratteristica di Treviso che si conserva ancora in alcuni palazzi del centro. La Nave venne demolita nel 1852 nell'ambito della nuova sistemazione delle riviere sul Sile ad opera di Francesco Bomben.
via Garzoni
via Gasparinetti
via del Gelso
via Gelsomini
via Genova
vicolo Gera
via Germania
via Ghirada
via G. Ghirlanda
via Luigi GiacomelliTerza laterale destra di via Battisti, è una strada recente della Città Giardino (il toponimo è del 1925). Luigi Giacomelli (1787 - 1887) fu podestà di Treviso in epoca austriaca.
via Giavera del Montello
via Giorgione
via Apollonio Giovanni
via Girolamo da TrevisoCollega via Roma a piazza Giustinian Recanati e fino al 1932 si chiamò vicolo del Bersaglio (v. piazza Giustinian Recanati). Come altre vie vicine è intitolata a un pittore locale, Girolamo da Treviso (1497 - 1544).
vicolo Girotto
piazza Angelo Giustinian RecanatiVi confluiscono le vie Girolamo da Treviso, Orioli e Tomaso da Modena.
Già Orbaria (forse una dizione errata per Erbaria), in seguito fu nota come piazza Giustinian e tra il 1883 e il 1932 come piazza del Bersaglio (le vicine vie Tomaso da Modena e Girolamo da Treviso erano rispettivamente via e vicolo del Bersaglio) poiché all'epoca della Serenissima vi stanziava il corpo dei Bombardieri con il bersaglio per le esercitazioni.
Al tempo dell'invasione francese, Angelo Giustinian Recanati fu nominato provveditore straordinario di Treviso; quando Napoleone occupò la città il 2 maggio 1797, affrontò la sconfitta con tanta fermezza e dignità che lo stesso Bonaparte ne restò colpito.
via Angelo Giustinian RecanatiCollega l'omonima piazza a via Reggimento Italia Libera. Fino al 1951 costituì il primo tratto dei bastioni San Paolo.
via Gobetti
via Carlo Goldoni
via Gorizia
vicolo Gozzi
via Gradenigo
via Grado
via Granatieri di Sardegna
strada Granzetta
via Granzetta
via Frà Claudio Granzotto
via Grave di Papadopoli
via Giulio Cornelio Graziano
via Grecia
via dei Gredi
via Grimaldi Prati
vicolo Gris
via A. Gritti
via Gruppo Conegliano
via del Guazzo
via Generale Guidotti

### H
via Ermada

### I
via dell'Immacolata
piazza IndipendenzaSi apre all'estremità occidentale di via Indipendenza, divisa da piazza dei Signori dal palazzo dei Trecento. Assunse tale denominazione nel 1874; in precedenza era conosciuta come piazza delle Donne poiché vi si svolgeva il mercato al minuto, in continuità con quello ortofrutticolo di piazza delle Erbe (piazza Crispi) e quello ittico di piazza delle Pescherie (piazza Monte di Pietà). Il lato Nord-Est è occupato dal Palazzo dei Trecento, quello Nord-Ovest dal palazzo già sede della Camera di commercio. Nel centro della piazza è invece collocato il monumento ai Caduti per la Patria di Luigi Borro, una statua con alto basamento popolarmente chiamata Teresona.
via IndipendenzaTra la piazza omonima e via Martiri della Libertà.
Prima del 1883 era nota come contrada dei Pellicciai, degli Orefici o contrada di Croce di Via, in riferimento all'incrocio che essa forma in corrispondenza della Loggia dei Cavalieri. Il Croce di Via ha rappresentato una località fondamentale sin dal periodo romano, quando vi confluivano il cardo e il decumano massimi - il quadruvium, da cui il toponimo medievale Carubio (v.). Anche in epoca moderna fu un passaggio obbligato per quanti dovevano superare Treviso recandosi a sud, verso Venezia, o a nord della città.
via InferioreCollega piazza San Vito a via Cornarotta. Il toponimo, ufficializzato nel 1883 (e ristabilito nel 1945 dopo le modifiche del fascismo), riprende il precedente vicolo Cornarotta e contrada Inferiore; probabilmente si riferisce al fatto che la strada è parallela al Calmaggiore, ma certamente meno importante. Va inoltre detto che, fino al 1869, era conosciuta come contrada dell'Inferno ma il perché non è chiaro.
via Inghilterra
stradella Interna A
stradella Interna B
stradella Interna C
via Irlanda
via Isola di MezzoCollega le vie San Nicolò e Longhin. Già calle della Guola o Gola dal nome di una casata residente in loco, il toponimo attuale è comunque molto antico e si riferisce a un'"isola" (sottodivisione della contrada di San Nicolò) abitata da una famiglia Mezzo.
vicolo Isola di MezzoVa dalla precedente a via delle Absidi e rimase senza nome sino al 1883.
via Isonzolaterale di viale Luzzatti.
piazza delle Istituzionil'area, già occupata dalla Fabbrica laterizi e fornaci Sistema Privilegiato della Ditta Appiani e C., è oggi cuore della nuova Area Appiani.
via Istriacongiunge viale Monfenera e via Monfalcone.
viale Italia

### K
via K2

### L
Strada La Bassa
Via Lanceri di Novara
Via Lasinio
Galleria Latina
Via Lazioè una delle strade interne del quartiere San Liberale, quartiere popolare costruito agli inizi degli anni sessanta tra viale Europa e la Feltrina.
Via Lazzari
Via Lega Lombarda
Via Legnano
Via Ruggero Leoncavallo
Via della Liberazione
Via Libia
Via Liguriaè una delle strade interne del quartiere San Liberale, quartiere popolare costruito agli inizi degli anni sessanta tra viale Europa e la Feltrina.
Via Livenza
Via Locchi
piazzetta dei LombardiTra le vie Barberia, Pola, Ortazzo e il vicolo Rialto. La denominazione è dal 1883, fu modificata sotto il fascismo e venne ristabilita nel 1951. Il riferimento è ai Lombardo, celebre famiglia di scultori e architetti rinascimentali che lasciarono numerosi lavori anche a Treviso.
via dei LombardiFino al 1883 Contrada dietro l'Ortazzo, collega la precedente a via Manin.
via Lombardiaè una delle strade interne del quartiere San Liberale, quartiere popolare costruito agli inizi degli anni sessanta tra viale Europa e la Feltrina.
via Andrea Giacinto LonghinVa da via Risorgimento a via Castelmenardo. Il beato Andrea Giacinto Longhin (1863 - 1936) fu vescovo di Treviso dal 1904 alla morte.
via Loredan
via Loschi
via Lotto
via Lovera
via Lucatello
via Lucchesi
vicolo Lucchesi
via Lungo Fiume Cerca
via LungosileQuarta laterale sinistra di via San Nicolò, a fondo cieco. A dispetto del nome, risalente al 1925, il Sile non costeggia più questa strada: in origine essa si muoveva lungo le mura e il fiume giungendo al ponte San Martino, ma venne interrotta nella seconda metà dell'Ottocento con la costruzione dell'istituto Turazza.
via Lussemburgo
viale Luzzatti

### M

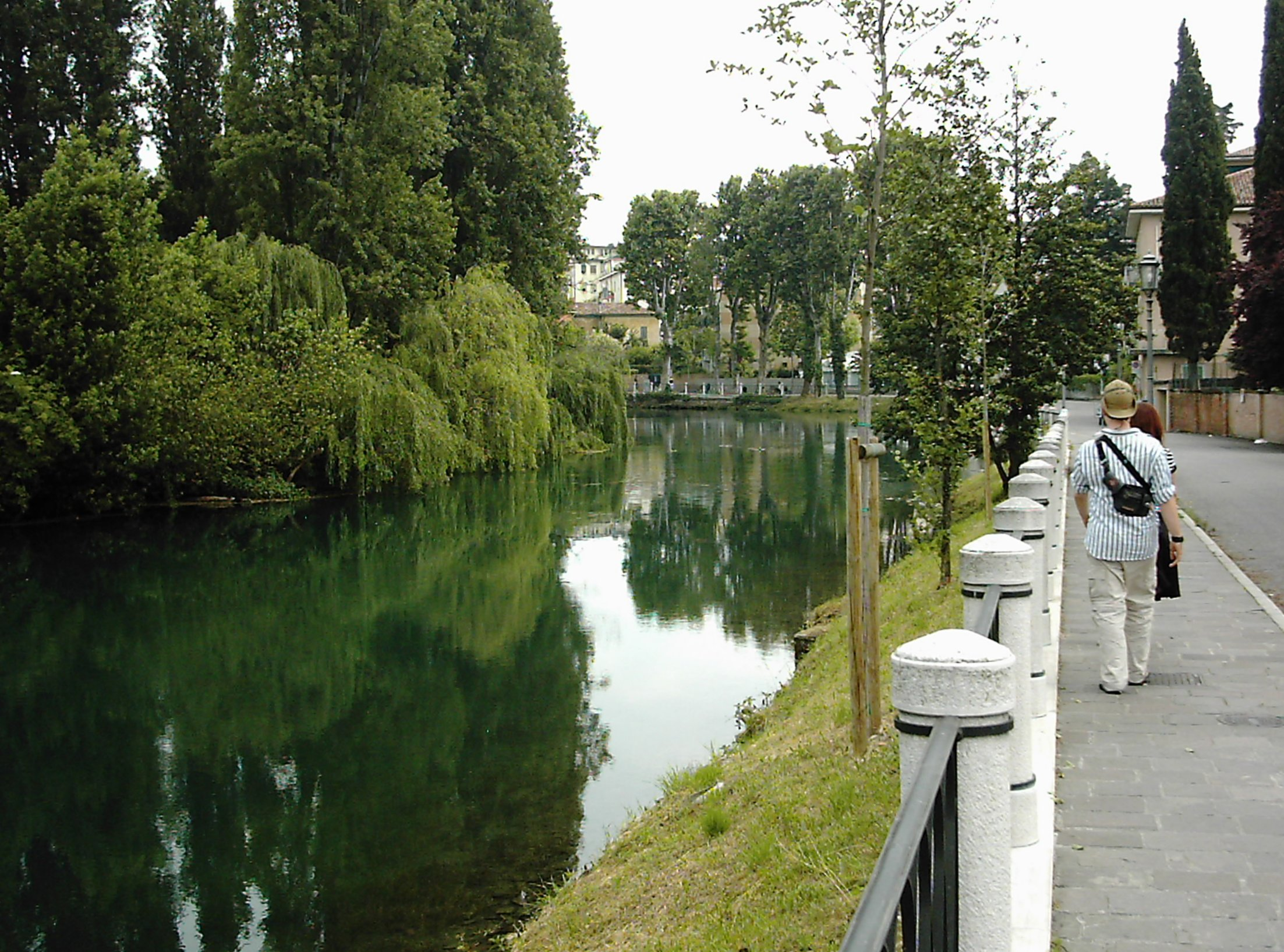
Lungosile Mattei.

strada della Madonnetta
piazza Maestri del Lavoro
via Maffetti Pietro
via Giuseppe Maffioli
via Giovanni Maggiotto
strada Maleviste
via Giovanni Maria Malipensa
via Arturo Malossi
via Giambattista Mandruzzato
vicolo Giambattista Mandruzzato
galleria Daniele ManinPrima laterale sinistra di via Manin, sbuca in corso del Popolo.
via Daniele ManinQuarta laterale sinistra di corso del Popolo, raggiunge piazza Duomo. Intitolata a Daniele Manin (1804 - 1857) nel 1883, in precedenza fu detta Contrada dei due Passi, del Cortivetto e dell'Ortazzo: i "due passi", citati sin dal XVI secolo, dovevano essere due ponticelli levatoi usati per attraversare la Roggia, localizzati probabilmente in corrispondenza degli attuali ponti della Madonnetta (via Avogari) e dei Mussolini (via Battisti); quanto a "Ortazzo", v. via dell'Ortazzo.
via Antonio Mantiero
via Alessandro ManzoniCollega via Sant'Agostino a piazzale Burchiellati.
Sin dall'inizio del Trecento è citata come Contrata S. Bartolomei e poi come Contrada di San Bartolomio e del Seminario e rappresentò uno dei borghi extramurari della città, sviluppatosi fuori da una porta detta di San Bartolomeo per la presenza dell'omonima chiesetta, oggi sconsacrata. Con la costruzione dell'attuale cinta cinquecentesca la porta fu demolita e il borgo venne inglobato nel centro storico. Quanto al toponimo "del Seminario", esso è giustificato dall'istituzione, nel primo Settecento, del secondo seminario della città, in sostituzione del precedente localizzato in via Castelmenardo. Nel 1883 la strada fu dedicata ad Alessandro Manzoni (1797 - 1873).
via Marco Polo
vicolo Marco Polo
via Martiri della LibertàSi tratta del prolungamento di corso del Popolo che sbuca in piazza San Leonardo, e assieme a questo costituiva una delle arterie più importanti della città, percorsa da quanti dovevano recarsi a nord o a sud attraversando il centro storico. Nel Trecento portava i toponimi via Logie Militum (dalla vicina Loggia dei Cavalieri), pons Sancti Michaelis (oggi il ponte sui Buranelli è interrato, v. via San Michele), Contrada Crucis Viae (v. via Indipendenza). In seguito si chiamò contrada di Croce di Via e di San Michele e dal 1883 fu intitolata a re Umberto I (1844 - 1900). L'odierna denominazione, in ricordo dei partigiani caduti durante la Resistenza, è stata stabilita nel 1945.
via Marzabotto
via Paolo MarzoloTerza laterale destra di via Roggia a via Dotti. Nel 1883 fu dedicata a Paolo Marzolo (1811 - 1868), medico, linguista e patriota di Padova che dal 1843 al 1860 visse a Treviso in una casa vicina di via della Roggia. In passato si chiamò contrada dei Tommasini come le limitrofe via e piazza Tommasini (v.).
via Pietro Mascagni
lungosile Antonio MatteiStrada recente che collega via Roma a viale Trento e Trieste costeggiando la riva destra del Sile. Nel 1951 fu intitolata al patriota e politico trevigiano Antonio Mattei (1840 - 1883).
piazza Giacomo MatteottiÈ compresa tra borgo Mazzini, via San Girolamo Emiliani e via Stangade. L'intitolazione all'antifascista Giacomo Matteotti (1885 - 1924) è del 1950, ma è ancora oggi nota come "piazza del Grano" perché vi si svolgeva il mercato delle biade. La sistemazione del luogo come appare oggi risale al 1808; prima si caratterizzava per la presenza della chiesa di San Tomaso, dell'oratorio della Madonnetta e di un ponte sul canale delle Convertite che univa via Sant'Agostino a borgo Cavalli.
borgo Giuseppe MazziniRappresenta quasi un prolungamento di piazza Matteotti sino a porta San Tomaso. Già borgo San Tomaso per la presenza della chiesa omonima, nel 1883 fu intitolato al patriota Giuseppe Mazzini (1805 - 1872).
via Luigi Meneghetti
viale dei MillePrima laterale sinistra di via Carlo Alberto, raggiunge piazza Garibaldi.
vicolo MolinettoCongiunge piazza San Leonardo a via Sant'Agostino. La dicitura, confermata durante la riforma della toponomastica del 1884, si riferisce alla presenza di un mulino localizzato sul Cagnan Grande a monte dell'isola della Pescheria (anche se la ruota esistente in loco è una ricostruzione del 1980). Anticamente era noto come contrada dei Ponticelli di San Leonardo, da non confondere con la contrada dei Ponticelli di San Giovanni al Tempio localizzata sempre sul Cagnan Grande ma nei pressi di ponte Dante.
piazza Monte di PietàLo spazio delimitato tra le vie San Vito e San Michele, dietro il palazzo del Podestà. Il nome attuale risale al 1883 e si riferisce all'edificio che fu sede del Monte di Pietà affacciato al lato nordoccidentale della piazza. Prima rappresentò la Pescheria Vecchia poiché vi si svolgeva il mercato del pesce in continuità con quelli di piazza delle Erbe (piazza Crispi) e piazza delle Donne (piazza Indipendenza). Anche dopo la costruzione dell'isola della Pescheria continuò ad ospitare bancarelle, le quali vennero sgomberate all'inizio del Novecento allo scopo di dare maggiore respiro al palazzo dei Trecento. Altri toponimi in uso dal Quattrocento al Settecento furono piazza a li Pomi d'Oro, piazzuola delle Erbe e simili.
via don Luigi MonzaA Sant'Angelo, prima laterale destra di via don Favaretto. In occasione del cinquantenario della morte, il 23 ottobre 2004, la strada è stata intitolata a Luigi Monza (1898 - 1954), sacerdote fondatore dell'associazione "La Nostra Famiglia".
piazzetta Aldo MoroRappresentò la parte sudorientale di piazza dei Signori fino all'intitolazione ad Aldo Moro (1916 - 1978), all'indomani della sua morte.
via MunicipioStrada che si snoda da piazza San Vito a piazza Trentin, il toponimo è chiaramente riferito alla presenza di Ca' Sugana, sede degli uffici comunali. Risalente al 1883, fu ripreso nel 1945 dopo essere stato modificato dal Fascismo; prima era contrada delle Prigioni e del Gallo e, nel XV secolo, semplicemente a la Preson.
via mura di San Teonistosu questa via in zona Città Giardino si affaccia il liceo ginnasio statale Antonio Canova

### N
Via Nani
Via Nascimben
Viale Nazioni Unite
Via Negri
Via Nervesa della Battaglia
Via Ippolito Nievo
Via Ninni
Via Noalese
Vicolo Noalese
strada di NogarèA Canizzano. Seconda laterale destra di strada di Canizzano, conduce alla riva del Sile in corrispondenza dell'ex mulino Granello. Superato il ponte attraverso una passerella di proprietà privata, è proseguita in comune di Quinto di Treviso da via Nogarè.
Il toponimo rimanda all'omonima località, corrispondente a uno dei nove colmelli in cui si divideva il villaggio di Quinto.

### O
viale Oberdan
via Oderzo
via Olanda
viale Olimpia
ponte dell'OlivaPermette a via Riccati (già via dell'Oliva, v. vicolo dell'Oliva) di scavalcare la Roggia.
vicolo dell'OlivaSi tratta in realtà di un sottoportico pedonale con gli accessi regolati da cancellate e porta da viale Battisti a via Riccati costeggiando la Roggia.
Il toponimo ricorda come nel cortile delle suore Cappuccine sorgesse una secolare pianta di ulivo, qui esistente già prima della costruzione del convento (1669). Secondo una leggenda, quando i Battuti attraversavano in processione il ponte sulla Roggia recando il Santissimo Sacramento, la pianta, ormai morente, piegava i rami in segno di reverenza. La confraternita decise quindi di abbatterla e di realizzare con il suo legno un crocifisso che veniva portato sul luogo il giorno di Venerdì Santo.
via Olivi
via dell'Olmo
passerella OnigoPonte pedonale che attraversa il Sile congiungendo via Fiumicelli e riviera Santa Margherita.
Gli Onigo erano una cospicua famiglia dell'aristocrazia trevigiana, proprietari di un grandioso palazzo localizzato dove ora sorgono i giardinetti di Sant'Andrea. Di esso non resta traccia in quanto fu raso al suolo dal bombardamento del 1944.
via Alfredo OrianiPrima laterale sinistra di borgo Cavalli, porta in via Carlo Alberto.
Già contrada del Mercato dei Buoi (che si svolgeva in un piazzale in corrispondenza di porta Piave) o del Bersaglio Vecchio, nel 1932 fu intitolata al letterato Alfredo Oriani (1852 - 1909).
vicolo Alfredo OrianiCollega la precedente a via San Gerolamo Emiliani.
L'attuale toponimo risale al 1932 e nei tempi passati fu nota come vicolo dei Vergani (da una famiglia con proprietà nella zona), delle Convertite (v. vicolo Convertite) o Mercato dei Buoi (v. via Oriani).
via Bartolomeo OrioliSeconda laterale destra di via Roma, conduce a piazza Giustinian Recanati.
Fino al 1883 rappresentò il vicolo delle Quattro Porte, quindi divenne vicolo Vittorio Emanuele II (v. via Roma e corso del Popolo). Nel 1932 fu intitolata al pittore trevigiano Bartolomeo Orioli (1568 ca. – 1627/28).
viale Orleans
via Orsenigo
galleria Orsoline
via OrsolineUnisce via Canova con via Fra' Giocondo.
Antico toponimo confermato nel 1884, si riferisce a un cenobio di Orsoline fondato dal vescovo di Treviso Alvise Molin all'inizio del Seicento. Gli edifici del convento con la chiesetta annessa sorgono tuttora in via Fra' Giocondo (v.).
vicolo OrsolineCollega la precedente a via Panciera.
via OrtazzoCongiunge piazzetta dei Lombardi a via Manin.
Compare tra i vecchi toponimi confermati nel 1884 e rappresentata l'antica contrada dell'Orto Grande o dell'Hortazzo, così chiamata perché urbanizzata solo in tempi relativamente recenti.
via Ortigara
via Oslavia
piazzale Ospedale
via Ospedale
vicolo Ospedale Provinciale
via Ospedale Provinciale
via Ossero
strada Ottavio OttaviA Borgo Sile, ottava laterale destra di strada Sant'Angelo, raggiunge via Giuseppe Benzi superando il Sile mediante l'omonimo ponte.
Attualmente la strada risulta intitolata all'enologo Ottavio Ottavi (1849 – 1893), ma in origine il toponimo era riferito alla famiglia Ottavi, proprietaria dei terreni dei dintorni prima della recente urbanizzazione.
vicolo Ottavio OttaviQuarta laterale destra di strada Ottavio Ottavi (v.), la collega a vicolo Adamello.

### P
via PalestroCollega piazza Ancilotto a via Martiri della Libertà.
Il toponimo odierno, già assegnato anche a piazza Ancilotto, è del 1883 e rimanda alla celebre battaglia di Palestro (1859). Prima ebbe varie altre denominazioni: nel Trecento era la contrada Hostarie de Cruce e, più tardi, Contrada delle Ostarie dalle tante osterie che vi si trovavano; poi fu nota come contrada del Moretto, del Cavallino e dei Due Mori dal nome di una trattoria attiva tutt'oggi; venne inoltre indicata come contrada dei Tripperi (dalle tante rivendite di trippa - siamo nella zona delle Beccherie, v. piazza Ancilotto), del Teatro Dolfin (v. via Teatro Dolfin), del Molinetto (v. via Molinetto).
vicolo PalestroCollega la precedente a via Campana.
Non ebbe alcuna denominazione sino al 1883.
via Paludetti
vicolo Paludetti A
vicolo Paludetti B
via PancieraPrima laterale destra di borgo Cavour, raggiunge le mura presso varco Santa Bona.
È l'antica contrada Panciera che un tempo comprendeva anche la vicina via Antonio Canova (v.). L'origine del toponimo non è chiara, ma è certamente molto antica visto che è attestata sin dal XIII secolo.
vicolo PancieraBrevissima strada che collega la precedente a via Canova.
Fu privo di denominazione sino al 1883.
via Panigai
via Achille PapaTerza laterale sinistra di via San Nicolò - di fatto un prolungamento di via Filzi -, sbocca in via Lungosile.
La strada risale alle risistemazioni urbanistiche degli anni 1920 ed ebbe la dedicazione al generale Achille Papa (1863 - 1917) nel 1925.
via Giovanni PascoliPrima laterale destra di via Gabriele D'Annunzio, la collega a via e vicolo Avogari.
L'intitolazione al poeta Giovanni Pascoli (1855 - 1912) è recente (1951) e in precedenza rappresentava un tratto di vicolo Avogari.
via Pastori
via Luigi PastroCollega via Sauro a viale Battisti.
Come altre strade della Città Giardino, fu inaugurata nel 1925. Luigi Pastro (1822 - 1915) fu un celebre medico e patriota trevigiano.
via Robert Peary
via PescatoriCollega corso del Popolo a via Zorzetto.
In questa zona, a metà strada tra il vecchio mercato ittico (v. piazza Monte di Pietà) e il fiume Sile, si concentravano le abitazioni dei pescatori. È uno dei vecchi toponimi confermati nel 1884, ma la strada non ebbe sempre questa denominazione: durante il censimento del 1372 (e anche prima) era nota come contrata Barili (volgarmente contrada del Baril); all'inizio del XVI secolo cominciò a chiamarsi Belveder, riferito alla vista che si ammirava da un'altana.
Il ponte omonimo, che permette alla strada di superare la Roggia raggiungendo via Fiumicelli, ebbe nel Trecento il nome di pons Scorçariarum perché conduceva alla contrada delle Scorzerie (v. via Fiumicelli).
vicolo PescatoriSi muove tra la precedente e il corso del Popolo.
Sino al 1883 si chiamò calle del Melon dall'insegna di una spezieria.
via PescheriaSi tratta in realtà di un ampio ponte che, attraversando il Cagnan Grande, permette i collegamenti tra via Palestro e via San Parisio. Verso la metà, una diramazione permette l'accesso all'isola della Pescheria.
Nel Trecento è attestata come contrada de Boycis e pons Fontane Gayarde, riferimento quest'ultimo alla "fontana Gajarda", oggi non più esistente ma un tempo una delle più note e generose della città. Sino al 1883 si chiamò ponte di San Parisio (v. via San Parisio).
vicolo PescheriaUnisce la precedente a via Manzoni.
Sino al 1883 fu detto contrada dei Casini.
porta PiaveVarco aperto negli anni 1920 per collegare borgo Cavalli a viale Nino Bixio.
via Pietro di DanteBreve percorso senza uscita che si dirama da piazza Giustinian Recanati.
Nel 1956 fu dedicata a Pietro Alighieri (1300 - 1364), figlio del più noto Dante, che trascorse l'ultimo periodo della sua vita proprio a Treviso. La sua sepoltura si trova nella chiesa di San Francesco.
viale Pindaro
piazzale Pistoia
vicolo PodestàStretto passaggio che collega il Calmaggiore a piazza San Vito, fiancheggiando il palazzo del Podestà da cui prende il nome.
piazza PolaNon lontana da piazza dei Signori, vi confluiscono via Pola, via Paris Bordone e vicolo Barberia.
Porta questo nome da quando, sul finire del XV secolo, la famiglia Pola vi fece costruire la sua residenza, su progetto di Pietro Lombardo. Ebbe anche la denominazione di piazza del Capitanio perché, sin dal Trecento, si trovava la sede di questa autorità. Dal XVII secolo cominciò ad essere nota come piazza dei Cerchi dalle rivendite di cerchi da botte e altri recipienti per il vino che vi si concentravano; all'inizio dell'Ottocento questa variante finì per soppiantare quella originale, che fu ripristinata nel 1883.
via PolaSi snoda dalla precedente a piazza San Leonardo.
Nel Seicento e nel Settecento è attestata come via San Vettor, dall'ospedale dei Santi Marco e Vittore che si trovava in zona. Più tardi divenne la contrada dei Tre Garofoli, assumendo il nome attuale nel 1883.
vicolo PolaCollega la precedente a via Manin.
L'antica callesella nobilium de Castropolle ebbe la denominazione confermata nel 1884.
via Amilcare Ponchielli
corso del PopoloDal ponte di San Martino confluisce nel bivio da cui si diramano le vie XX Settembre e Martiri della Libertà
Rappresenta di fatto, il prolungamento di via Roma, e come questa si denominò via Vittorio Emanuele II dal 1883 al 1945. Nel passato si divideva in tre parti: la contrada di San Martino (citata dal 1372), che si riferiva all'omonima chiesa; la contrada dei Noli, così chiamata per la presenza degli stalli in cui si noleggiavano i cavalli; la contrada del Teatro Onigo (già strada Regia), dall'edificio che vi si affacciava sin dal 1691 (distrutto da un incendio, sul luogo sorge oggi il teatro Comunale).
via portico OscuroViuzza che collega piazza San Vito a via Campana.
Il toponimo, di evidente origine, fu tra quelli confermati nel 1884. Un altro portico Oscuro si trovava poco lontano, nei pressi delle antiche prigioni che furono demolite nel 1892.
strada del Pozzetto
vicolo del Pozzetto

### Q
Piazza del Quartiere Latino
Via XIV Maggio
Viale IV Novembre
Vicolo IV Novembre
Via della Quercia
Viale XV Luglio
Vicolo XV Luglio

### R
via Alberto Radaelli
via Ragazzi del 99
via Ragusa
via Giovan Battista Ramusio
via Vito Rapisardi
via Redipuglia
via Reggimento Italia LiberaCollega riviera Santa Margherita a viale Fratelli Bandiera, passando tra l'ex distretto militare e la chiesa di Santa Margherita.
Il Reggimento Italia Libera fu un gruppo di combattenti volontari che partecipò alla difesa della Repubblica di San Marco assediata dagli Austriaci (1848).
via Enrico Reinhart
viale della Repubblica
galleria RialtoCollega corso del Popolo al vicolo omonimo.
vicolo RialtoCollega corso del Popolo a piazzetta dei Lombardi.
Nel Seicento e nel Settecento è documentato come callesella Sporca, mentre il toponimo attuale compare nell'Ottocento accanto a quello alternativo di contrada Zulian, da un Giuliano Zanetti proprietario di vari edifici dei dintorni. Durante le delibere del 1884 venne confermato.
Vicolo Rialto è una stradina stretta, quasi una calle, con negozi ai lati e spesso affollata e ricorderebbe per questo la Rialto veneziana.
via Jacopo RiccatiUnisce borgo Cavour a piazza Duomo.
Già via Oliva e quindi via delle Cappuccine (v. vicolo dell'Oliva), nel 1883 mutò nome in onore del matematico Jacopo Francesco Riccati (1676 - 1754), il cui palazzo sorge di fronte all'imboccatura della via, ai numeri 4-10 di borgo Cavour.
vicolo Jacopo RiccatiSeconda laterale sinistra di via Riccati, a fondo cieco.
Come la precedente si denominò vicolo delle Cappuccine sino al 1883.
via Domenico Ricci
via Giovanni Battista Riccioli
via Ambrogio Rigamonti
via Ilario Rigo
piazza RinaldiSi apre tra il vicolo Campana, vicolo Rinaldi e vicolo Buranelli.
L'antico toponimo compare tra quelli confermati nel 1884. Nel primo Trecento era contrata illorum de Ravagninis poiché vi vivevano i nobili Ravagnini, ma nel 1372 risulta contrata domini Auliverii dei Raynaldo. I Rinaldi, potente famiglia dell'aristocrazia locale, erano proprietari del palazzo che si affaccia sul lato nordovest dello spazio.
Analogamente il vicino ponte San Francesco era detto ponte dei Rinaldi.
vicolo RinaldiPortico che unisce la precedente a via Campana.
Rimase senza nome sino al 1883.
via RisorgimentoQuinta laterale destra di via San Nicolò, raggiunge viale Battisti dopo aver intersecato via D'Annunzio.
È l'antica contrada della Morte, così chiamata forse per la vicinanza alla zona paludosa di Cantarane (v.) o forse perché nel Seicento e nel Settecento vi abitava il boia.
Fu inoltre detta contrada delle Due Fontane (e il prossimo ponte dei Mussolini ponte della Fontana Lunga e delle Due Fontane) data la presenza di risorgive.
La denominazione attuale risale al 19 novembre 1866, quando Vittorio Emanuele II visitò la città accompagnato dal sindaco Antonio Caccianiga. Mentre transitavano per questo luogo il re commentò scherzando: «Mi conduce alla strada della morte!»; e Caccianiga «Sire, dopo il vostro passaggio essa diventa la strada del Risorgimento».
via Giovanni Rizzi
via Gino Rocca
via Rodi
via RoggiaVa da piazza Trentin a via Canova.
La località, che trae il nome dall'omonimo ramo del Botteniga, è documentata sin dal XIII secolo. Tra il Quattro e il Cinquecento fu altresì nota come Borgo Bello, Belveder, Prà de Fior, Campo Belfior, tutte varianti che ne evocavano i pregi paesaggistici. L'antica denominazione fu confermata nel 1884.
In passato esistette una laterale detta androna Tedesca, ovvero una stretta e lunga calle abitata da una colonia di tedeschi. Se ne ritrova traccia ancora nella toponomastica ottocentesca.
vicolo RoggiaSeconda laterale destra della precedente, conduce a via Marzolo.
Il nome fu confermato nel 1884.
via Rolandello
Via RomaÈ il percorso che collega la stazione al centro storico, snodandosi tra piazza Duca d'Aosta e il ponte San Martino.
Nel 1931 il comune di Treviso recepì la circolare emanata dal governo Mussolini e con l'inizio del X anno dell'era fascista (28 ottobre) intitolò questa strada alla capitale d'Italia.
Sin dal Quattrocento la località è attestata come borgo de la Altilia (poi borgo Altino) per la vicinanza a porta Altinia. Nel 1883 fu chiamata borgo Vittorio Emanuele II, e così gli odierni via Orioli e corso del Popolo divennero vicolo e via Vittorio Emanuele II.
via Angelo Ronchese
via Antonio Rosmini
via Gino Rossi
via Gioacchino Rossini
via Eugenio Rota
vicolo Eugenio Rota
strada dei Roveri
vicolo RoveroCollega piazza Santa Maria dei Battuti a via Sant'Agata.
Toponimo confermato nel 1884 e riferito alla nobile famiglia Rovero, già dimorante in un palazzo del luogo.
via Ruzzante

### S

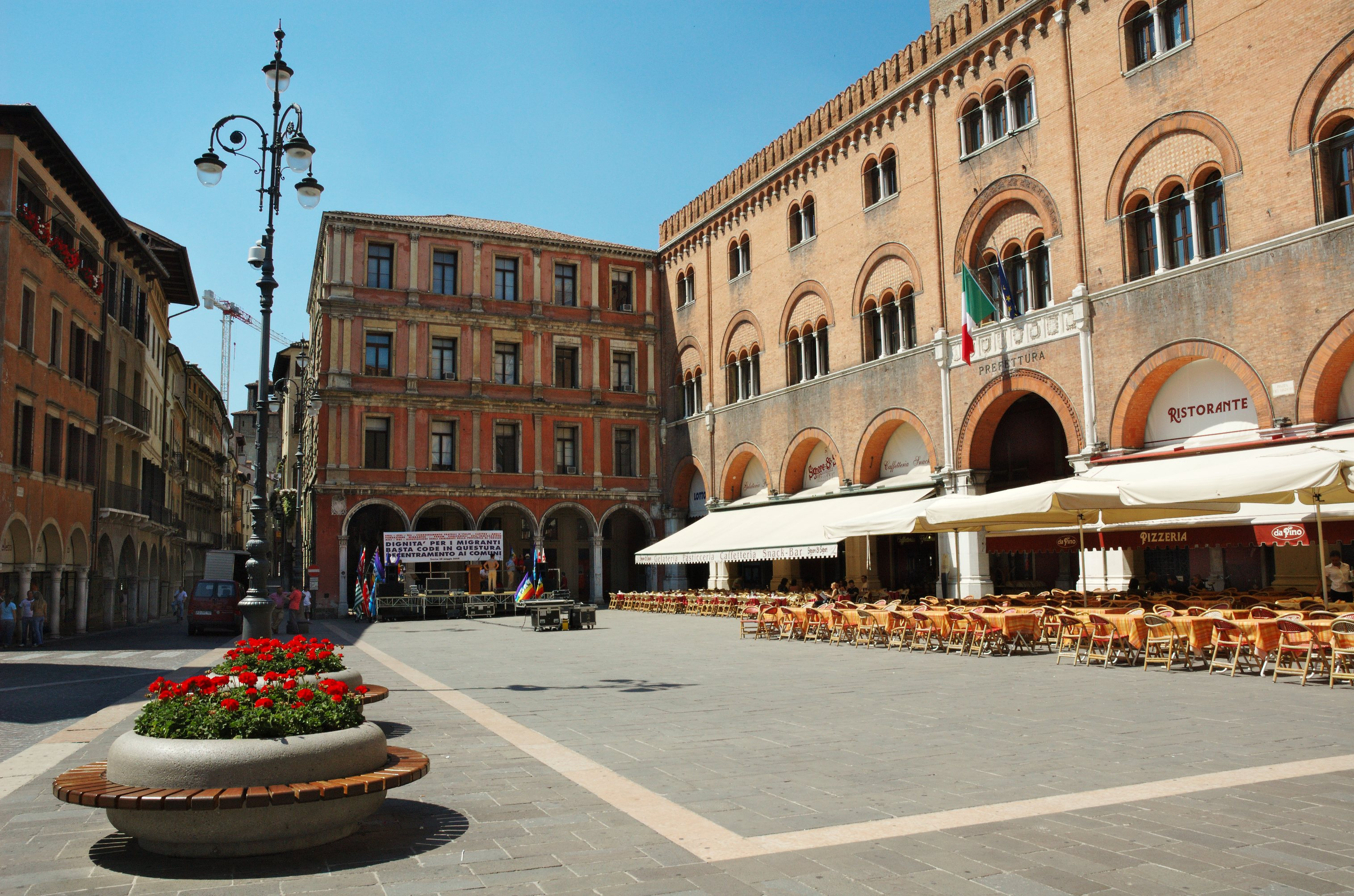
Piazza dei Signori.

via Umberto Saba
via Francesco Sabatucci
via Sabotino
via Pier Andrea Saccardo
vicolo Saccardo
via Bernardo Salomoni
via Tomaso Salsa
vicolo Tomaso Salsa
via Gaetano Salvemini
strada di Sambughè
strada Sambugole
via Antonio da Sangallo
ponte di Sant'AgataÈ situato a metà dell'omonima via, sopra il Cagnan Grando. Distrutto nel 1512 in seguito a una piena del Piave che ingrossò le acque del Botteniga, è conosciuto anche perché alla sua sinistra zampillava la «fonte dell'Imperatore»: Francesco I d'Austria, infatti, era solito farsi inviare damigiane della preziosa acqua ogni qualvolta visitava Venezia o Stra.
via Sant'AgataCollega piazza Santa Maria dei Battuti a via Carlo Alberto. Era un tempo nota come rione di Santa Maria di Betlem, dalla chiesetta dedicata alla Vergine che un tempo ivi era collocata.
strada Sant'Agnese
via Sant'AgostinoCollega via Carlo Alberto a piazza Matteotti.
È ricordata già nel 1308 come contrada S. Augustini, per poi chiamarsi contrada di Sant'Agostino e dell'Imperatore fino al 1883. Il toponimo è ovviamente legato all'omonima chiesa che sorge all'incirca a metà del tracciato.
Da un documento del 1325 sappiamo che la strada era detta anche Ungaresca (memoria delle incursioni degli Ungari del IX secolo, o perché era percorsa da quanti erano diretti all'Europa nordorientale) e che attraversava l'antica cinta muraria attraverso una porta detta pure di Sant'Agostino. Dato l'intenso traffico di viandanti, vi si affacciavano numerose locande e osterie e il toponimo ottocentesco dell'Imperatore allude all'insegna di una di queste che avrebbe ospitato personalità quali Napoleone Bonaparte, suo fratello Luigi, Maria Beatrice d'Este, Leopoldo di Borbone-Due Sicilie. Per tutto il XIX secolo nel caffè "dell'Imperatore" confluivano quanti volevano ascoltare le novità portate da forestieri e postiglioni.
vicolo Sant'AgostinoStrada cieca, quarta laterale sinistra della precedente, non ebbe nome sino al 1883.
via Sant'Ambrogio di Fiera
piazza Sant'AndreaSi allarga tra la via omonima e rivale Castelvecchio.
Dal punto di vista storico si tratta di uno dei luoghi più importanti di Treviso. La località, in posizione strategica sulla cima di un rialzo alla sinistra del Sile, fu sede di un insediamento fortificato sin dall'epoca protoveneta, il più antico della città. In epoca romana l'abitato si sarebbe sviluppato verso il quadruvium (v. piazza Carducci) e la zona del Duomo, ma il colle di Sant'Andrea continuò ad ospitare il centro amministrativo con la sede del governatore. Alcuni autori sostengono che anche più tardi vi sorgeva un palazzo per le assemblee, prima che la vita pubblica trevigiana si spostasse attorno a piazza dei Signori (studi pi\ recenti, invece, lo collocherebbero vicino al Duomo).
Quanto alla toponomastica, essa è rimasta pressoché invariata almeno dal Trecento quando la zona si identificata nelle contrade Sancti Johannis e Sancti Andree de Rippa dalle due vicinissime chiese di San Giovanni in Riva (o Brusado) e di Sant'Andrea in Riva. Di queste sopravvive oggi la sola Sant'Andrea, una delle parrocchiali del centro storico.
via Sant'AndreaCollega la precedente a via Santa Margherita.
strada Sant'Angelo
vicolo Sant'Angelo
strada Sant'Anna
strada Sant'Antonino
vicolo Sant'Antonino A
vicolo Sant'Antonino B
vicolo Sant'Antonino C
viale Sant'Antonio da PadovaVa da piazza San Francesco a viale Bruchiellati.
È stato aperto in tempi relativamente recenti. L'intitolazione a Sant'Antonio da Padova si spiega con la vicinanza al convento francescano.
strada Sant'Artemio
strada Santa Barbara
strada San Bartolomeo
varco San BartolomeoPermette a via Manzoni di superare le mura oltre le quali è proseguita da via Montello.
Già porta Manzoni, nel 1959 mutò nome in memoria della chiesa sconsacrata di San Bartolomeo (v. via Manzoni). L'attuale parrocchiale di San Bartolomeo, sorta nel quartiere extramurario a nord del varco, ha origini recenti.
vicolo San Bartolomeo
via Santa Bertilla Boscardin
varco Santa BonaPassaggio che collega viale Frà Giocondo a viale Luzzati.
Per un breve periodo a cavallo tra il XII e il XIII secolo la zona fu detta Conegliano Novello: grazie a un accordo concluso nel 1184, alcune famiglie nobili di Conegliano si impegnarono ad innalzare case nella zona, in cambio della ricostruzione del loro castello da parte dei Trevigiani.
Circa l'attuale toponimo, sin dal quattrocento esisteva un portel de Santa Bona che permetteva dal borgo Alloco (v. via Frà Giocondo) di superare le mura per raggiungere il villaggio di Santa Bona. La porta era detta anche Calimana forse da Caliman, nome personale assai diffuso tra gli ebrei, o dai pomi calimani, varietà locale di mele coltivata nei pressi delle mura.
Con la costruzione delle mura cinquecentesche porta Santa Bona venne demolita. Il toponimo è stato recuperato nel 1959 assegnandolo a quello che era varco Frà Giocondo.
via Santa Bona Nuova
via Santa Bona Vecchia
via San Camillo de Lellis
via Santa CaterinaCollega via San Leonardo a via Sant'Agostino.
In un documento del 1325 la strada è indicata come salesata, ovvero "selciata". Con la costruzione della chiesa di Santa Caterina, alla fine del XIV secolo, ha assunto il toponimo strada di Santa Caterina, rimasto pressoché invariato sino ai giorni nostri; solo nel periodo 1883-1953 si chiamò via delle Poste perché vi sorgevano i vecchi uffici postali, allestiti sin dagli anni 1820 al posto del convento d Santa Chiara (v. via Santa Chiara).
via Santa ChiaraCollega la precedente a via Carlo Alberto.
Analogamente a via Santa Caterina, dal 1883 vicolo delle Poste ma nel 1953 ha riassunto il toponimo originale. Della chiesa di Santa Chiara e dell'annesso monastero di clarisse non resta nulla, se non qualche arco del chiostro incorporato nel vicino liceo artistico. Furono costruiti sul finire del Quattrocento su progetto di Pietro Lombardo in sostituzione di un più antico complesso localizzato fuori porta San Tomaso e distrutto da un incendio.
ponte San ChilianoPermette a via Canova di superare la Roggia.
Al martire scozzese Chiliano era dedicata un'antichissima chiesa che aveva dato il nome a uno dei due centenari in cui si divideva il quartiere "di Mezzo" (l'altro era San Vito).
ponte San CristoforoSulla Roggia, permette l'accesso a piazza Trentin da via Municipio.
Di un ponte in questi luoghi si ha notizia sin dal 1213, ma l'intitolazione è più tarda e si ricollega al vicino ospedale di San Giacomo della Spada retto dai padri Filippini (san Giacomo e san Cristoforo sono due santi pellegrini strettamente associati nel culto).
L'antico toponimo è stato ristabilito in tempi abbastanza recenti, dopo che per un periodo si è chiamato ponte Filippini (v. via Filippini).
via Sant'Elena Imperatrice
piazza San FrancescoSpazio tra via San Francesco e via Campana.
Il toponimo è un chiaro riferimento alla chiesa di San Francesco e all'annesso convento francescano, complesso risalente agli inizi del Trecento. In passato veniva popolarmente detta piassa del Fén ("piazza del Fieno").
Piazza, ponte e via San Francesco cambiarono denominazione in epoca fascista, ma l'originale fu ristabilita nel 1945.
ponte San FrancescoIn via Campana, non lontano dalla precedente, scavalca il Cagnan Grande.
Nel Trecento è attestato come pons Mollendinorum poiché nei dintorni sorgevano numerosi mulini; vi sussistono tuttora due vecchie ruote.
via San FrancescoRaggiunge via Manzoni dalla piazza omonima.
Già nel 1308 è attestata come contrata S. Francisci.
via San Francesco di Sales
via San Gervasio
via San Giovanni Bosco
via San Girolamo EmilianiCollega via Carlo Alberto a piazza Matteotti.
Nel 1308 la località viene citata come S. Jacopo de Schirialo, per poi diventare via Convertite sino al 1953 (v. vicolo Convertite). Miracolosamente liberato dai soldati francesi che lo avevano incarcerato nel castello di Quero, san Girolamo Emiliani si recò a Treviso e, entrato in Santa Maria Maggiore, vi depose, quali ex voto, le catene che lo avevano tenuto prigioniero.
vicolo San GregorioVa da via Barberia a vicolo Rialto.
Figura tra gli antichi toponimo riconfermati nel 1884 e allude alla chiesa di San Gregorio, originaria del XIV secolo ma ricostruita nel Settecento.
vicolo San Lazzaro
piazza San LeonardoSi apre tra la fine di via Martiri della Libertà e l'inizio della via omonima.
Il nome è chiaramente legato alla chiesa di San Leonardo, affacciata sul lato sudorientale.
Fu questo uno dei luoghi più importanti della città, seconda solo a piazza dei Signori e a piazza del Duomo. Secondo gli antichi statuti comunali vi si recava il banditore per annunciare gli avvisi pubblici, inoltre, assieme ad altri luoghi circostanti (v. piazza Indipendenza, piazza Crispi, piazza Monte di Pietà), accoglieva i banchi del mercato cittadino.
I toponimi piazza, ponte e via San Leonardo sono fra quelli confermati nel 1884.
ponte San LeonardoPonte sul Cagnan a cavallo dell'omonima via.
via San LeonardoGià contrata S. Leonardii (1308), va dalla piazza omonima a via Santa Caterina.
vicolo San LeonardoCollega la piazza omonima a vicolo San Pancrazio.
Fino al 1883 fu noto come vicolo dei Due Gatti e vicolo dell'Ospedaletto.
via San LiberaleSi snoda tra viale Battisti e borgo Cavour.
Nel 1927 l'allora podestà si prese a carico una richiesta della cittadinanza per intitolare una località al patrono di Treviso, san Liberale. L'occasione si presentò nel 1930, durante la realizzazione della Città Giardino.
viale San Marco
ponte Santa Margherita
riviera Santa Margherita
via Santa Margherita
varco Santa Margherita
piazza Santa Maria dei Battuti
vicolo Santa Maria dei Battuti
piazzetta Santa Maria Maddalena
via Santa Maria del Sile
via Santa Maria di Cà Fancello
piazza Santa Maria Maggiore
ponte San Martino
strada San Martino
via San Michele
vicolo San Michele
via San Nicolò
strada Sant'Osvaldo
via San Pancrazio
vicolo San Pancrazio
bastioni San Paolo
corte San Parisio
via San Parisio
strada San Pelaio
vicolo San Pelaio A
vicolo San Pelaio B
Vicolo San Pelaio C
Vicolo San Pelaio D
vicolo San Pelaio E
piazza San Pio X
ponte Santa Sofia
porta Santi Quaranta
via Santa Teresina del Bambin Gesù
porta San Tomaso
strada San Trovaso
strada comunale San Vitale
strada vicinale San Vitale
piazza San Vito
via San Vito
strada San Zeno
vicolo San Zeno A
vicolo San Zeno B
via Jacopo Sansovino
via Antonio Santalena
via Paolo Sarpi
via Luigi Sartori
via Luigi Sartorio
via Nazario SauroCollega via Mura San Teonisto a via San Liberale.
Compresa nella Città Giardino, fu realizzata nel 1925 e intitolata, come altre strade adiacenti, a una delle più significative figure dell'irredentismo: Nazario Sauro (1880 - 1916).
Borgo Savoia
Via Gerolamo Savoldo
Via Guiscardo Sbrojavacca
via degli ScaligeriDa largo De Gasperi a piazza Vittoria.
È un toponimo abbastanza recente che ricorda la famiglia veronese dei della Scala che nel Trecento ebbero per breve tempo la signoria su Treviso.
Via Antonio Scarpa
via SchiavoniaPrima laterale sinistra di via San Nicolò. Dopo la costruzione dell'istituto "Turazza" è senza uscita, ma in origine proseguiva sino allo scomparso monastero di San Teonisto.
Anticamente contrada della Schiavonia Lunga (toponimo parzialmente confermato nel 1884), si riferirebbe a uno stanziamento di Schiavoni.
Via Giovan Battista Scopoli
Via Robert Scott
Vicolo Fratelli Scotti
Strada Scudetto
Via Lodovico Seitz
Via Selo
Via Selvana
Via Selvatico
Via Semenzi
Via Augusto e Luigi Serena
Viale della Serenissima
Via Sernaglia della Battaglia
Via VII Aprile 1944
Vicolo VII Aprile 1944
Via SiciliaÈ una delle strade interne del quartiere San Liberale, quartiere popolare costruito agli inizi degli anni sessanta tra viale Europa e la Feltrina.
Piazza dei SignoriÈ la piazza più importante della città. Il nome attuale è dovuto alla presenza dei palazzi dell'antica Signoria trevigiana, si chiamava un tempo Maggiore o della Berlina (qui veniva praticata la punizione della pubblica umiliazione chiamata appunto "berlina").
Via Scipio Slataper
Via Ercole Smaniotto
sottoportico dei Soffionipassaggio coperto sotto il palazzo del Podestà, tra piazza dei Signori e piazza Monte di Pietà, così chiamato non tanto per la brezza che sempre vi spira, quanto «pe' cartocci di polvere pirica, detti soffioni, che vi si sparavano in occasione delle caccie de' tori, (ad aizzarne contr'essi i cani)» che si tenevano spesso, specie il giovedì grasso, in piazza dei Signori.
via Solferino e San Martino
via Sordello da Goito
via Sovernigo Porcellengo
via Spalato
via Spiera
via Spigariola
vicolo SpinedaSi muove tra via Palestro e piazza San Leonardo.
Vecchia denominazione confermata nel 1884, si riferisce alla famiglia Spineda, proprietaria dell'omonimo palazzo oggi sede della fondazione Cassamarca.
via dello SqueroPrima laterale destra di via Guido Bergamo, porta a piazza Garibaldi.
Localizzata lungo il tratto finale del Cagnan Grande, presso la confluenza nel Sile (v. ponte Dante), in questa zona si concentravano i cantieri per la costruzione di imbarcazioni, in dialetto squeri.
via Gaspara Stampa
via StangadeVa da piazza Matteotti a via Carlo Alberto.
Il toponimo, che compare fra quelli antichi confermati nel 1884, ha origini incerte: secondo alcuni si riferisce al supplizio delle bastonature (in veneto stangade) a cui erano condannati certi criminali; per altri significa semplicemente "staccionate".
vicolo StangadeConduce dalla precedente a via San Gerolamo Emiliani.
Non ebbe denominazione sino al 1883.
via Luigi Stefanini
via Agostino Steffani
bretella delle StioreCollega la strada Feltrina alla Castellana bypassando l'incrocio con viale della Repubblica. Il toponimo "Stiore", che in veneto significa "Stuoie", è attestato nei catasti di inizio '800 con la scomparsa Osteria delle Stiore.
strada della Storga
strada Storta
galleria della Strada RomanaQuarta laterale sinistra del Calmaggiore, la mette in comunicazione con piazzetta della Torre e vicolo del Podestà.
Aperta in tempi recenti, durante i lavori vennero alla luce i resti di una strada romana, oggi conservati negli scantinati di un negozio adiacente. La via non sembra seguire la regolarità della centuriazione e questo ha creato un certo scompiglio fra gli storici che credevano la città basata su cardi e decumani.
Strada Stradella di San Pelaio
via Stradelle
strada degli Stretti
via Carlo Stuparich
via don Luigi Sturzo
Via Pompilio Sudessi
via Luigi SuganaPrima laterale destra di via Municipio a vicolo del Gallo.
Luigi Sugana (1857 - 1901) fu un celebre commediografo, rampollo di una delle più antiche famiglie della nobiltà locale. Ad essa apparteneva la vicina Ca' Sugana, attuale palazzo municipale.

### T
Via Tandura
Strada dei Tappi
Viale Tasso
sottoportico Teatro DolfinUnisce via Campana a via Teatro Dolfin.
In questa zona sorgeva il piccolo teatro Dolfin, fondato dal patrizio veneziano Vettore Dolfin e inaugurato nel 1721. Funzionò sino al 1863 tuttavia, come scrisse Luigia Codemo, dopo la riapertura del più importante teatro Onigo veniva utilizzato solo saltuariamente, funzionando per il resto del tempo come deposito di formaggio.
via Teatro DolfinSeconda laterale destra di via Campana, sbocca in via Palestro
strada Terraglio
viale Terza ArmataProlungamento di viale Burchiellati da porta San Tomaso a borgo Cavalli.
Con via Oriani (v.) costituì una parte di via Mercato dei Buoi. Dopo la Grande Guerra fu intitolata alla Terza Armata, protagonista dei combattimenti lungo il fronte del Piave.
Viale Teodorico e Teodolfo Tessari
Via fratelli Testolini
via TezzonePrima laterale sinistra di via Cadorna, a fondo cieco. Un breve prolungamento costituisce la prima laterale destra della stessa.
Nella prima metà dell'Ottocento era la contrada del Tezzon del Nitro, ma poco dopo divenne contrada del Bersaglio (v. piazza Giustinian Recanati). Nel 1883 assunse la denominazione attuale. Il tezon da salnitro (dal veneto tèza "tettoia") era il magazzino dove, all'epoca della Serenissima, si conservava la polvere da sparo. Il salnitro per prepararla veniva estratto nello stesso luogo grazie all'allevamento di pecore che, con le loro deiezioni, arricchivano il terreno di principi ammoniacali. Il tezon fu utilizzato anche dal Regio Esercito per raccogliervi "materiali da casermaggio".
Sin dal Trecento la zona era altresì nota come Malcanton, forse in relazione a qualche disgrazia accaduta in passato.
vicolo TezzonePrima laterale sinistra di via Tezzone, a fondo cieco.
Già contrada dietro San Martino (si sviluppa sul retro della chiesa di San Martino Urbano), cambiò nome nel 1883.
Via Tiepolo
Via Tirindelli
Via Tito Livio
Via Tofane
via TolpadaCollega le piazze Garibaldi e Santa Maria Maggiore.
Il toponimo è assai antico, sebbene recuperato nell'Ottocento dopo essere stata chiamata per un periodo strada di Santa Maria Maggiore alle Barche: si riferisce a una barriera galleggiante di catene e tolpi (pali di rovere) collocata sul Sile all'inizio della via per bloccare l'accesso alla città via fiume.
Via Tomitano
Via Niccolò Tommaseo
piazza TommasiniPiccolo spazio aperto tra via Tommasini e via Marzolo.
Il toponimo comparve sul finire del Settecento e si lega a una famiglia della nobiltà locale.
via TommasiniCollega via Dotti a vicolo Roggia attraversando la precedente.
Via Tomaso da Modena
via Giuseppe TonioloVa da piazza Borsa a via Santa Margherita.
Pur compresa nel centro storico, la zona ha un'impronta moderna in quanto distrutta dal bombardamento del 1944 e ricostruita negli anni 1950; la stessa via Toniolo risale a quel periodo e fu realizzata ampliando vicolo Stella (v. vicolo Fiumicelli). Inizialmente fu chiamata via dei Colli (toponimo ancora usato da qualche anziano) poiché attraversa una zona di modeste gibbosità culminanti con il "colle" di Sant'Andrea, ma nel 1956 fu dedicata al sociologo trevigiano Giuseppe Toniolo (1845 – 1918), nato proprio in questa località.
vicolo TonioloScalinata che collega piazza Sant'Andrea alla via precedente, fiancheggiando la fontana a cascatella che scende verso i giardinetti di Sant'Andrea.
In origine era il primo tronco di rivale Sant'Andrea (v.).
Via Torcello
Via Torre d'Orlando
galleria della TorreCollega la piazzetta omonima a via Inferiore.
piazzetta della TorreVi sboccano vicolo della Torre e vicolo Calmaggiore.
Attestata un tempo come cortivetto alla Torre, rimanda all'antica casa torre che vi sorgeva e al più tardo albergo "alla Torre".
vicolo della TorreSi snoda tra la precedente e il Calmaggiore.
È comunemente noto come "vicolo dell'Oca Bianca" in riferimento a una storica trattoria.
Via Torselli
Via Toscana
largo TotilaSpazio tra via Diaz, corso del Popolo e via Collalto.
Non ebbe alcuna denominazione sino al 1978, quando fu intitolato al re ostrogoto Totila (VI secolo) che una tradizione vorrebbe nato a Treviso.
Via 33º Reggimento Artiglieria
piazza Silvio TrentinSi apre fra via Municipio e via Filippini.
Anticamente borgo di Santa Cristina (v. via San Parisio), quindi piazza Filippini (v. via Filippini), tra il 1940 e il 1945 fu intitolata al gerarca fascista Italo Balbo. Nel secondo dopoguerra venne dedicata all'antifascista Silvio Trentin (1885 - 1944).
Vicolo Trento e Trieste
Viale Trento e Trieste
Via Trento
Largo Tre Venezie
Via Tre Venezie
Via XIII Luglio 1921
via TrevisiStretto passaggio pedonale che collega piazza Monte di Pietà a via Palestro superando il canale dei Buranelli.
Strada e ponte erano un tempo note come a la Malvasia per la presenza di alcune osterie che servivano quel vino. Il toponimo attuale, che compare tra quelli confermati nel 1884, deriva dalle paraetimologie che vorrebbero il nome Treviso derivato da tres vici ("tre villaggi") o da tres visi ("tre visi"), riferimento quest'ultimo a una leggendaria statua trifronte posta da Antenore su una torre sul Sile.
vicolo TrevisiPrima laterale sinistra di via San Michele, sbocca in via Trevisi. Anch'essa è chiusa al traffico veicolare.
Non ebbe denominazione sino al 1883.
via Tripolitania
via Priamo Tron
via Tronconi
via Turati
via Quirico TurazzaSeconda laterale sinistra di via San Nicolò, a fondo cieco.
È la strada d'accesso all'istituto "Quirico Turazza", fondato dall'omonimo sacerdote (1820 - 1883) nel 1857 per l'avviamento professionale dei giovani indigenti. Oggi è ancora attivo come CFP affiliato all'Engim Veneto.

### U
Via degli Uberti
Largo Umanesimo Latino
Via Umbria
Piazza Unità d'Italia
Piazza dell'Università

### V
via generale Giuseppe Vaccari
via generale Augusto Vanzo
via Giorgio Vasari
strada Vecchia di Quinto
strada Vecchia di Sant'Angelo
strada Vecchia di San Pelaio
via Tiziano Vecellio
strada dei Vegri
via Venanzio Fortunato
via Andrea Vendramin
borgo Venezia
via Sebastiano Venier
vicolo Sebastiano Venier
via XX SettembreInizia dalla fine di Corso del Popolo sbucando in piazza dei Signori.
Anche questa strada fu denominata in passato via San Lorenzo e via San Michele (v.). La denominazione odierna è un riferimento al 20 settembre 1870, giorno della Breccia di Porta Pia.
vicolo XX SettembreCollega la precedente a via San Gregorio.
Il toponimo risale agli anni 1890-1892 e prima era conosciuto come vicolo della Cerva dall'insegna di un rinomato albergo che vi si affacciava.
viale XXIV Maggio
vicolo XXIV Maggio
vicolo del VentoCollega via Sant'Agostino a via Casa di Ricovero.
Toponimo molto antico, confermato dalle delibere del 1884, di esso parla Bartolomeo Burchiellati nel Ternario ovvero l'Etimologia di Trevigi (1603) rilevando come questa fosse effettivamente una località ventosa, sebbene non l'unica della città.
via Venzone
via Giovan Battista Verci
viale Giuseppe Verdi
via Giovanni Verga
via delle Verine
via Verona
via Paolo Veronese
vicolo Paolo Veronese
via Vicenza
piazza della VittoriaUno degli spazi più ampi della città, vi confluiscono viale Cadorna, via San Nicolò, via D'Annunzio e via Diaz.
È l'antica piazza Bressa, così detta perché vi si trovava il grandioso palazzo della nobile famiglia Bettignoli di Brescia (comunemente Bressa), costruito a fine Quattrocento su progetto di Tullio Lombardo. Trascurato dai suoi stessi proprietari che preferivano dimorare a Venezia (ma anche a causa del loro tracollo finanziario), a partire dal Seicento l'edificio cominciò a decadere e, ulteriormente danneggiato durante l'occupazione francese, fu demolito negli anni 1824-1826.
Con la riforma della toponomastica del 1883 fu ridenominata piazza del Gesù poiché, dove oggi sorge l'Istituto tecnico "Riccati", si trovava la chiesa di Santa Maria del Gesù, imponente luogo sacro costruito nel Cinquecento per trasferire entro la cinta muraria l'omonimo convento francescano situato a San Lazzaro. Chiusa al culto nel 1807, fu ridotta a carcere, caserma per la cavalleria e quindi sede dei vigili del fuoco. Nel 1923, ormai pericolante, se ne decise la demolizione.
L'attuale denominazione risale al 1931 ed è un riferimento alla vittoria italiana nella prima guerra mondiale.
viale Vittorio Veneto
via Antonio Vivaldi
via Aldo Voltolina

### Z
Via Zago
Via Zalivani
Via Zambeccari
Via Zanchi
Via Giacomo Zanella
Vicolo Giacomo Zanella
Via E. Zanette
Via Zangrando
Via Zaniol
Via S. Zanon
Via Zara
Via Zecchette
Via Zelotti
Via Zenson di Piave
Via Zermanese
Via Zezzos
Via Zompin
Via Angelo Zorzettocollega corso del Popolo con via Pescatori. Costituì, assieme a via Fiumicelli, il cuore dell'antica "scorzaria", la zona adibita alla conciatura delle pelli. L'attuale intitolazione risale agli anni che vanno dal 1895 a 1911: Angelo Zorzetto, proprietario dell'area, in occasione di radicali lavori di riqualificazione della zona, acconsentì infatti, nel 1895, ad aprire al pubblico passaggio tale via. Il Comune, riconoscente, la intitolò al donatore.
Via Zorzi
Via dei Zotti
Via Zuccato

## Toponimi scomparsi
In questa sezione sono presenti i nomi di strade che non esistono più o restano anonime nel loro tracciato campestre.
CarubioCosì un tempo si indicava un punto non distante da piazza dei Signori, nelle vicinanze della Loggia dei Cavalieri: si trattava dell'antico "quadruvio", l'incrocio del cardo col decumanus. Lo stesso punto fu indicato in seguito come Croce di Via, da cui il nome dell'intera contrada (v. via Indipendenza), e, senza alcuna ragione particolare, forse in bocca al popolino, via Crucis (ne fanno fede atti notarili del XV e XVI secolo).